# 미국의 영토 변천
|  |  | 알찬 목록 후보 검토 진행 중 (참여하기) |

미국의 영토 변화를 나타낸 애니메이션 지도. (크게 보기)

미국 인구조사국이 작성한 영토 획득 지도.

일본령이었던 북마리아나 제도가 제2차 세계 대전 이후 미국으로 편입되었다.

미국은 1776년 7월 4일 북아메리카의 13개 식민지가 대영 제국으로부터 독립선언을 함으로서 수립되었다. 독립선언 이틀 전 제2차 대륙회의에서 통과된 리 결의안에서 각 식민지는 자유롭고 독립된 주라고 결의하였으며, 1781년 3월 1일 13개 주 모두가 연합규약을 비준하며 합중국 체계가 갖춰졌다. 영국은 1783년 파리 조약을 통해 미국의 독립을 인정하였으며, 이를 통해 미국 독립 전쟁이 종전을 맞이했다. 식민지의 서쪽 경계는 1763년 선언의 경계선에서 미시시피강까지 확대되어, 면적이 거의 두 배 가량 증가하였다. 새로 얻은 땅은 준주를 거쳐 주로 만들어졌으며, 간혹 주에서 연방정부에 토지를 할양하기도 하였다.
미국 역사 최초의 대규모 영토 확장은 1803년 루이지애나 매입이었으며, 이 때 면적이 약 두 배 가량 증가하였다. 동남쪽의 스페인령 플로리다와의 국경은 분쟁 지역이었으나, 1821년 스페인이 플로리다와 오리건 컨트리를 미국에 할양하며 종결되었다. 비록 이 시기에는 영국과 오리건을 공유하기는 하였으나. 미국은 오리건을 통해 태평양에 진입할 수 있었다. 1845년 텍사스 공화국 합병으로 인해 멕시코-미국 전쟁이 발발하였으며, 미국은 승전국으로서 멕시코 영토의 북쪽 절반을 획득하였다. 이 시기 획득한 영토는 캘리포니아주 등 빠르게 주로 편입되었다.
미국 국내 산업 개발이 서쪽으로 이동함에 따라, 새로 획득한 영토에서 노예 제도가 허가되어야 하는지에 대한 논란이 지속되었으며, 미주리 타협이나 피의 캔자스 등 여러 사건이 발생하였다. 이 논쟁은 1861년 초 미국 남부가 합중국을 탈퇴한 후 아메리카 연합국의 수립을 선포하며 극에 달하였으며, 이어진 남북 전쟁을 통해 1865년 연합국은 패배하여 미국 의회의 결정에 따라 남부 주는 결국 합중국으로 재편입되었다. 19세기 내내 이루어진 서부로의 확장은 명백한 운명이 주요한 동기로 작용하였다.
1856년 구아노 제도법을 통해 미국이 북아메리카 바깥으로 확장하기 시작하였으며, 미국이 카리브해와 태평양에 있는 경제적 가치를 가지는 작은 무인도 여럿의 영유권을 주장하기 시작하였는데, 이 중 대다수는 다른 국가와의 영유권 경쟁으로 인해 결국 영유권 주장을 철회하였다. 태평양 확장은 1893년 하와이 왕국 정부가 전복된 5년 후인 1898년 하와이가 합병되며 끝을 맞았다. 1867년 러시아로부터 알래스카를 매입함으로서 북아메리카에서의 마지막 대규모 영토 획득이 이루어졌다. 쿠바 독립 전쟁에 대한 지지와 USS 메인의 침몰이 배경이 되어 1898년 미국-스페인 전쟁이 발발하였으며, 여기서 미국은 푸에르토리코, 괌, 필리핀을 획득하였으며, 쿠바를 몇 년 간 점령하였다. 1900년 제2차 사모아 내전을 통해서는 아메리칸사모아를 획득하였으며, 1917년에는 덴마크로부터 미국령 버진아일랜드를 구매하였다. 푸에르토리코와 괌은 영토로 계속 남아 있으나, 필리핀은 제2차 세계 대전에서 주요 전장으로 발전한 후 1946년 독립하였다.
제2차 세계 대전 이후 유엔은 태평양의 여러 섬을 미국에 신탁통치로 넘겼으며, 이 중 북마리아나 제도는 미국 영토가 되었으나 마셜 제도, 미크로네시아, 팔라우는 독립하였다. 미국 역사상 마지막으로 이루어진 국제적 영토 변화는 1904년 획득한 파나마 운하 지대로, 파나마 운하를 관리하기 위해 미국이 획득한 운하 주변의 영토였다. 이 지역은 1979년 최초 반환을 거쳐 1999년 최종적으로 파나마에 완전히 반환되었다.
주는 대체로 만들어진 후 경계를 그대로 유지하는 경향이 있다. 주 3개(켄터키, 메인, 웨스트버지니아)만이 다른 주에 속한 땅에서 바로 형성되었으며, 다른 주는 모두 연방 직할지나 새로 획득한 영토에서 만들어졌다. 주 4개(루이지애나, 미주리, 네바다, 펜실베이니아)는 수립 이후 연방 영토를 획득하여 상당 수준 확장되었다. 1912년 애리조나주가 미국 본토에서 생겨난 마지막 48번째 주가 되었으며, 1959년 마지막 50번째로 하와이주가 생겨났다.

## 지도 범례
지도 속 색 범례
  미국의 주 (국내 지도), 영유권 분쟁이 없는 미국 영토 (분쟁 지도)
  미국의 준주 또는 영토 (국내 지도)
  미국이 영유권을 주장한 분쟁 지역
  어떠한 사건에 의해 변화한 영역

## 1776~1784 (독립 전쟁)
| 날짜                 | 사건 | 지도                                                                                  |
| -------------------- | --- | ------------------------------------------------------------------------------------- |
| 1776년 7월 4일       | 그레이트브리튼 왕국의 북아메리카 식민지인 13개 식민지가 아메리카 합중국으로서 독립을 선언하였다. 일부 식민지는 이 날짜 전에도 스스로 독립을 선언하기도 하였다. - 코네티컷 식민지가 코네티컷주가 되었다. - 6월 15일부터 자체적으로 독립을 선포했던 델라웨어 식민지가 델라웨어의 뉴캐슬, 켄트, 서섹스군이 되었다. - 조지아 직할식민지가 조지아주가 되었다. - 메릴랜드 직할식민지가 메릴랜드주가 되었다. - 매사추세츠만 직할식민지가 매사추세츠만주가 되었다. - 6월 15일부터 자체적으로 독립을 선포했던 뉴햄프셔 직할식민지가 뉴햄프셔주가 되었다. - 뉴저지 직할식민지가 뉴저지주가 되었다. - 뉴욕 직할식민지가 뉴욕주가 되었다. - 노스캐롤라이나 직할식민지가 노스캐롤라이나주가 되었다. 일부는 이 지역이 1775년 5월 20일 독립을 선언하였다고 보기도 하나, 논란이 있다. - 펜실베이니아 직할식민지가 펜실베이니아주가 되었다. - 5월 4일부터 자체적으로 독립을 선포했던 로드아일랜드 프로비던스 플랜테이션 식민지가 로드아일랜드 프로비던스 플랜테이션주가 되었다. - 사우스캐롤라이나 직할식민지가 사우스캐롤라이나주가 되었다. - 버지니아 식민지가 버지니아 코먼웰스가 되었다. 당시 수도는 명문화하지 않았으나, 대륙회의는 필라델피아에서 개최되었다. 주 다수는 서로 간의 경계가 명확하게 정의되지 않았었으며, 토지 조사도 이루어지지 않아 실제로 분쟁이 일어나기 전까지는 지도에 표시하지도 않았었다. 특히 노스캐롤라이나의 경계는 조사가 거의 이루어지지 않았는데, 사우스캐롤라이나와의 경계는 여러 번에 나눠 조사하여 결과가 서로 일치하지 않는 문제가 있었으며, 버지니아와의 경계 조사는 바다에서 시작해 내륙으로 절반 정도만 들어가고 종료되었다. 동북쪽 주인 코네티컷, 매사추세츠만, 뉴욕은 모두 경계 서쪽의 영유권을 주장하였는데 주장 범위가 서로 겹쳤으며, 버지니아의 서쪽 영유권 주장은 방대하게 펼쳐져 있었다. 세 주 중 코네티컷만 진지하게 영유권을 주장하였으며, 버지니아만 실질적으로 군(카운티)을 설치하여 제한적으로나마 행정을 펼쳤다. 영국은 새로 생긴 아메리카 합중국 전역의 영유권을 주장하였으며, 이 중 동북쪽 해안에 있는 작은 섬인 마키아스실섬과 노스록은 현재까지 영유권 분쟁 중에 있다. | 분쟁:                                                                                 |
| - 1776년 - 9월 20일  | 델라웨어의 뉴캐슬, 켄트, 서섹스군이 1776년 델라웨어주 헌법을 채택하며 이름을 델라웨어주로 바꾸었다. | Map of the change to the United States in central North America on September 20, 1776 |
| - 1776년 - 9월 28일  | 펜실베이니아주가 1776년 펜실베이니아주 헌법을 채택하며 이름을 펜실베이니아 코먼웰스로 바꾸었다. | (지도 상의 변화 없음)                                                                 |
| - 1776년 - 12월 20일 | 필라델피아로 진격 중이던 영국군을 피하기 위해 대륙회의가 볼티모어에서 개최되었다. | Map of the change to the United States in central North America on December 20, 1776  |
| - 1777년 - 1월 15일  | 뉴욕주 동북부의 뉴햄프셔 불하지가 뉴코네티컷이라는 이름으로 독립하였다. | 분쟁:                                                                                 |
| - 1777년 - 3월 4일   | 영국군의 위협이 사라짐에 따라 대륙회의가 필라델피아로 복귀하였다. | Map of the change to the United States in central North America on March 4, 1777      |
| - 1777년 - 6월 4일   | 뉴코네티컷의 이름이 버몬트로 바뀌었다. | 분쟁:                                                                                 |
| - 1777년 - 9월 27일  | 미국군의 브랜디와인 전투 패배로 인해 대륙회의가 필라델피아를 탈출해 랭커스터로 이동하였다. | Map of the change to the United States in central North America on September 27, 1777 |
| - 1777년 - 9월 30일  | 대륙회의가 지속적으로 필라델피아에서 멀어지며 요크에 정착하였다. | Map of the change to the United States in central North America on September 30, 1777 |
| - 1778년 - 6월 11일  | 버몬트가 '동부 연합'이라고 불리던 뉴햄프셔 마을 일부가 버몬트에 합류하였다고 주장하였다. 이 지역은 뉴햄프셔 정부가 해안 지방에만 집중한다는 불만을 이유로 3월 12일 버몬트 공화국에 참여하겠다는 서명을 제출한 바 있었다. 버몬트는 끝까지 이 지역에서 완전한 주권을 행사하지 못하였다. | 분쟁:                                                                                 |
| - 1778년 - 10월 21일 | 버몬트가 대륙회의의 압력으로 인해 동부 연합 합병을 철회하였다. 1779년 2월 12일에 입법부에서는 동부 연합 합병이 처음부터 무효였던 것으로 간주하기로 결정하였다. | 분쟁:                                                                                 |
| - 1779년 - 7월 2일   | 영국군의 철수에 따라 대륙회의가 필라델피아로 복귀하였다. | Map of the change to the United States in central North America on July 2, 1779       |
| - 1779년 - 8월 31일  | 버지니아가 서남쪽 웨스트어구스타 지구를 영유권을 주장하던 펜실베이니아에 넘겼다. | Map of the change to the United States in central North America on August 31, 1779    |
| - 1780년 - 3월       | 노스캐롤라이나와 버지니아가 내륙 지방의 경계선을 조사하였다. 버지니아 측의 조사는 테네시강에 도달했으나 노스캐롤라이나 측은 컴벌랜드고개까지밖에 가지 못했으며, 두 조사팀의 거리는 약 2마일 떨어져 있었기 때문에 두 주 모두가 영유권을 주장하는 얇은 영역이 생겼다. 경계 자체는 북위 36°30′ 선을 따라갈 예정이었으나, 조사 시의 문제로 인해 경로가 북쪽으로 틀어져, 테네시강에 도착했을 때는 약 10마일 정도의 오차가 생겨 있었다. | Map of the change to the United States in central North America in March 1780         |
| - 1780년 - 10월 25일 | 매사추세츠만주가 매사추세츠주 헌법을 채택하며 이름을 매사추세츠 코먼웰스로 바꾸었다. | Map of the change to the United States in central North America on October 25, 1780   |
| - 1781년 - 3월 1일   | 연합규약이 발효되었다. | (지도 상의 변화 없음)                                                                 |
| - 1781년 - 4월 4일   | 버몬트가 다시 뉴햄프셔 부근의 여러 동부 연합 마을을 합병하였다고 주장하였다. 1778년 최초 시도에 비해 버몬트에 합류하고자 한 마을의 수는 증가하였으나, 마찬가지로 정확한 경계선은 불분명하며, 버몬트는 끝까지 이 지역에서 완전한 주권을 행사하지 못하였다. | 분쟁:                                                                                 |
| - 1781년 - 6월 16일  | 버몬트가 동부 확장의 균형을 맞추기 위해 '서부 연합'이라고 부르는 뉴욕의 여러 마을을 합병하였다고 주장하였다. 버몬트는 끝까지 이 지역에서 완전한 주권을 행사하지 못하였다. 합병 주장이 이루어진 정확한 날짜는 불분명하며, 6월 16일, 6월 26일, 7월 18일이라는 주장이 각각 존재한다. | 분쟁:                                                                                 |
| - 1782년 - 2월 22일  | 버몬트가 뉴햄프셔의 동부 연합과 뉴욕의 서부 연합 합병 시도를 철회하였다. | 분쟁:                                                                                 |
| - 1782년 - 10월 29일 | 1780년 2월 29일 뉴욕이 연방정부에 할양한 서부 영유권 주장을 연방정부가 수용하였다. 뉴욕은 새 서부 경계선을 온타리오호 서쪽 끝에서 남쪽으로 그은 선으로 정하였다. 당초 뉴욕은 이리호, 휴런호, 미시간호로 둘러싸여 일리노이강, 미시시피강, 테네시강까지 이어지는 영역 전체를 주장했으며, 북쪽 경계는 펜실베이니아와 닿는 애팔래치아산맥이었다. 이 영유권 주장이 어디서 유래하였는지는 명확하지 않다. 주장을 포기하였다는 자료는 다수 존재하나, 처음에 어떻게 생겨났는지에 대한 언급은 거의 나타나지 않는다. 이에 대해 당초 해당 지역을 점령했던 이로쿼이 연맹이 할양한 것이라는 주장이 있다. 하지만 뉴욕은 이 지역의 영유권을 진지하게 주장하지는 않았다. 할양된 부분 중에는 펜실베이니아 북부의 작은 땅이 포함되어 있는데, 이 지역을 이리 트라이앵글이라고 부른다. | Map of the change to the United States in central North America on October 29, 1782   |
| - 1782년 - 12월 30일 | 연합회의가 코네티컷이 영유권을 주장한 펜실베이니아 북부의 땅이 펜실베이니아의 일부라고 선포함으로서 양키-펜실베이니아 전쟁을 끝내려고 시도하였다. 이 영유권 주장은 코네티컷의 북쪽 및 남쪽 경계를 뉴저지와 뉴욕은 건너뛰고 서쪽으로 확장한 것에서 나온 것으로, 분쟁은 이후에도 지속되었으나 코네티컷의 공식적 영유권 주장은 이를 통해 막을 내렸다. | Map of the change to the United States in central North America on December 30, 1782  |
| - 1783년 - 6월 30일  | 1783년 펜실베이니아 반란과 이에 대한 펜실베이니아 정부의 대응을 이유로 연합회의가 필라델피아를 떠나 프린스턴으로 이동하였다. | Map of the change to the United States in central North America on June 30, 1783      |
| - 1783년 - 11월 26일 | 연합회의가 아나폴리스에서 재결성되었다. | Map of the change to the United States in central North America on November 26, 1783  |
| - 1784년 - 3월 1일   | 버지니아가 오하이오강 서북부의 영유권 주장을 연방정부에 할양하였다. 코네티컷은 버지니아의 할양 부분과 겹치는 지역의 영유권 주장을 지속하였다. | Map of the change to the United States in central North America on March 1, 1784      |
| - 1784년 - 5월 12일  | 그레이트브리튼 왕국이 파리 조약을 통해 아메리카 합중국의 독립을 인정하였으며, 영유권 주장을 포기하였다. 비록 1781년 10월 19일 요크타운 전투 이후 군사 행동은 실질적으로 이루어지지 않고 있었으나, 파리 조약을 통해 미국 독립 전쟁이 공식적으로 종전을 맞이하였다. 파리 조약에서는 애매하게 쓰인 조문과 지리 조사의 부족으로 인해 불분명한 점이 몇 존재하였다. - 동북쪽 국경은 세인트크루아강의 곶부터 시작하는 것으로 정의하였으나, 이 곶은 여러 곳으로 해석할 수 있다. - 서북쪽 국경은 우즈호의 최서북단 지점부터 미시시피강까지 이어지는 선으로 정의하였으나, 미시시피강의 발원지는 이 선 남쪽에 존재하여 미시시피강과 만나는 지점 자체가 존재하지 않는다. 일반적으로 지도에서는 이 시기의 국경을 우즈호부터 미시시피강의 발원지인 아이태스카호까지 남쪽으로 직선으로 이어지는 것으로 표시하였다. - 슈피리어호부터 우즈호로 이어지는 국경은 "긴 호수"부터 시작하는 것으로 애매하게 정의되었으며, 양 측 모두 이를 서로에게 유리하게 해석하였다. - 동북쪽 해안의 마키아스실섬과 노스록 및 미시간 어퍼반도의 슈거섬은 분쟁 지역으로 계속 남았다. 파리에서 맺어진 평화 조약 중에는 프랑스 및 스페인과의 조약도 포함되어 있었으며, 이 때 영국이 플로리다를 스페인에 할양하였다. 영국은 서플로리다 통치 기간 중 서플로리다의 경계를 북쪽으로 옮겼으며, 스페인에게 할양할 때 이를 반영하여 서플로리다 전체를 할양하는 것으로 해석하였다. 하지만 영국과 미국 간의 조약에서는 서플로리다의 확대된 부분, 정확히는 북위 31°선 북쪽을 조지아에 할양하였으며, 이는 경계 조정 이전의 서플로리다만을 스페인에 할양하겠다는 것으로 해석할 수 있다. 스페인 총독 일부는 미시시피강에 위치한 요새를 점령해 테네시강 남쪽의 영토 전체에 대한 영유권을 주장하였는데, 이 영유권 주장이 얼마나 강했는지는 불분명하며, 다른 서플로리다 경계 주장과 겹쳤기 때문에 지도에는 표시하지 않았다. | 분쟁:                                                                                 |

## 1784~1803 (영토 정비)
| 날짜                 | 사건 | 지도                                                                                 |
| -------------------- | --- | ------------------------------------------------------------------------------------ |
| 1776년 8월 23일      | 노스캐롤라이나 중부(현재의 테네시 동부)에서 주 정부의 행정에 불만을 갖고 프랭클랜드주로서 독립을 선포하였다. 프랭클린주 정부는 해당 지역에서 어느 정도 행정력을 행사하였고, 주의 지위를 얻기 위한 청원을 벌여 필요치인 9개 주 중 7개 주의 동의를 얻어냈으나, 존속 기간은 몇 년밖에 되지 않았다. | 비공식 변경:                                                                         |
| - 1784년 - 11월 1일  | 연합회의가 잠시 동안 트렌턴으로 이동하였다. | Map of the change to the United States in central North America on November 1, 1784  |
| - 1785년 - 1월 11일  | 연합회의가 뉴욕으로 이동하여 5년 동안 머물렀다. | Map of the change to the United States in central North America on January 11, 1785  |
| - 1785년 - 4월 19일  | 매사추세츠가 연방정부에 할양한 극서 지역 영유권 주장을 연방정부가 수용하였다. 매사추세츠가 이 지역의 영유권을 진지하게 주장한 적은 없었다. | 서류 상의 변화:                                                                      |
| - 1785년 - 6월       | 프랭클랜드주가 이름을 프랭클린주로 바꾸었다. 이는 벤저민 프랭클린의 지지를 얻기 위해서였으나, 벤저민 프랭클린은 지지 선언을 거부하였다. | 비공식 변경:                                                                         |
| - 1786년 - 9월 13일  | 코네티컷이 웨스턴 리저브를 제외하고 연방정부에 할양한 서부 지역 영유권 주장을 연방정부가 수용하였다. 코네티컷이 실제로 이 지역에서 얼마나 행정력을 행사하였는지는 알려지지 않았다. | 서류 상의 변화:                                                                      |
| - 1786년 - 12월 16일 | 매사추세츠가 뉴욕 서부의 영유권 주장을 할양하였다. 매사추세츠의 영유권 주장은 "주권이 아니라 땅"에 대한 것이었다는 점에서, 실제로 행정을 펼친 적 자체가 있는지조차 밝혀지지 않았다. 이 지역은 이후 펠프스 및 고램 매매의 대상이 되었다. | 서류 상의 변화:                                                                      |
| - 1787년 - 7월 13일  | 버지니아가 할양하였던 오하이오강 서북쪽 영토가 조례를 통해 북서부 준주노스우가 되었다. | Map of the change to the United States in central North America on July 13, 1787     |
| - 1787년 - 8월 9일   | 사우스캐롤라이나가 연방정부에 서부 영유권을 할양하였는데, 실제로 사우스캐롤라이나는 이 지역의 영유권을 주장한 적이 없으며 부정확한 토지 조사로 인해 생겨난 오류였다. 영유권 주장 지역은 "노스캐롤라이나와의 경계부터 투갈루강의 발원지 사이에 놓인 땅"이었는데, 실제로 투갈루강의 발원지는 노스캐롤라이나 안에 있었으나 당시에는 이 사실이 알려지지 않았었다. 이 지역은 현실적으로 이미 조지아에 속해 있었으며, 1802년 공식적으로 할양되었다. | 서류 상의 변화:                                                                      |
| - 1787년 - 12월 7일  | 델라웨어가 첫 번째로 미국의 헌법을 비준하였다. | (지도 상의 변화 없음)                                                                |
| - 1787년 - 12월 12일 | 펜실베이니아가 두 번째로 헌법을 비준하였다. | (지도 상의 변화 없음)                                                                |
| - 1787년 - 12월 18일 | 뉴저지가 세 번째로 헌법을 비준하였다. | (지도 상의 변화 없음)                                                                |
| - 1788년 - 1월 2일   | 조지아가 네 번째로 헌법을 비준하였다. | (지도 상의 변화 없음)                                                                |
| - 1788년 - 1월 9일   | 코네티컷이 다섯 번째로 헌법을 비준하였다. | (지도 상의 변화 없음)                                                                |
| - 1788년 - 2월 6일   | 매사추세츠가 여섯 번째로 헌법을 비준하였다. | (지도 상의 변화 없음)                                                                |
| - 1788년 - 4월 28일  | 메릴랜드가 일곱 번째로 헌법을 비준하였다. | (지도 상의 변화 없음)                                                                |
| - 1788년 - 5월 23일  | 사우스캐롤라이나가 여덞 번째로 헌법을 비준하였다. | (지도 상의 변화 없음)                                                                |
| - 1788년 - 6월 21일  | 뉴햄프셔가 아홉 번째로 헌법을 비준하였다. 9개 주가 비준하였기 때문에 이 시점부터 헌법 제7조에 따라 헌법이 공식 행정 문서로서의 자격을 취득하였다. | (지도 상의 변화 없음)                                                                |
| - 1788년 - 6월 25일  | 버지니아가 열 번째로 헌법을 비준하였다. | (지도 상의 변화 없음)                                                                |
| - 1788년 - 7월 26일  | 뉴욕이 열한 번째로 헌법을 비준하였다. | (지도 상의 변화 없음)                                                                |
| - 1789년 - 2월       | 프랭클린주의 주지사 존 시비어가 노스캐롤라이나에게 충성을 맹세하였으며, 프랭클린주의 독립이 실질적으로 끝났다. | 비공식 변경:                                                                         |
| - 1789년 - 8월 7일   | 헌법에 따라 북서부 준주가 재법인화되었다. | (지도 상의 변화 없음)                                                                |
| - 1789년 - 11월 21일 | 노스캐롤라이나가 열두 번째로 헌법을 비준하였다. | (지도 상의 변화 없음)                                                                |
| - 1790년 - 4월 2일   | 노스캐롤라이나가 영토의 서쪽 절반을 연방정부에 할양하였다. | Map of the change to the United States in central North America on April 2, 1790     |
| - 1790년 - 5월 26일  | 노스캐롤라이나가 할양한 영토가 오하이오강 이남 준주로 법인화되었다. 이 지역은 흔히 남서부 준주라고 부른다. | Map of the change to the United States in central North America on May 26, 1790      |
| - 1790년 - 5월 29일  | 로드아일랜드가 열세 번째로 헌법을 비준하였다. | (지도 상의 변화 없음)                                                                |
| - 1790년 - 12월 6일  | 거주지법에 따라 미국 의회가 연방구 건설이 완료될 때까지 10년 간 필라델피아로 이동하였다. | Map of the change to the United States in central North America on December 6, 1790  |
| - 1791년 - 3월 4일   | 1777년 이후 독립적으로 행동하였음에도 불구하고 뉴욕의 일부로 간주되던 버몬트가 14번째 주로 편입되었다. | 분쟁:                                                                                |
| - 1791년 - 3월 30일  | 1800년 연방정부가 입주할 예정인 연방구 컬럼비아구가 메릴랜드와 버지니아가 할양한 영토에서 수립되었다. 컬럼비아구는 넓이 100 제곱마일의 마름모 모양의 땅으로, 남쪽 모서리는 포토맥강에 걸쳐 있다. 당시에는 컬럼비아구라는 이름이 정해지지 않았으며, 공식적으로는 '연방구'로만 칭하였다. 1791년 9월 공사 현장에서는 도시의 이름을 '컬럼비아 준주'로 칭하였고, 이후에 제정된 법 중 일부에서는 비공식적으로 컬럼비아구라는 이름을 사용하기도 하였으나, '컬럼비아구'라는 이름이 공식적으로 등장한 것은 1871년 컬럼비아구 기본법이 최초이다. 지도에서는 컬럼비아라는 이름 자체는 비공적이나마 지속적으로 사용한 점을 고려하여 이 지역을 컬럼비아구로 칭하고 있다. | Map of the change to the United States in central North America on March 30, 1791    |
| - 1792년 - 3월 3일   | 펜실베이니아가 연방정부로부터 이리 트라이앵글을 구매하였다. | Map of the change to the United States in central North America on March 3, 1792     |
| - 1792년 - 6월 1일   | 1789년 버지니아가 연방정부에 할양하였던 서부 영토가 15번째 주 켄터키로 편입되었다. | Map of the change to the United States in central North America on June 1, 1792      |
| - 1792년 - 6월 12일  | 델라웨어주(Delaware State)가 새 헌법을 제정하며 이름을 델라웨어주(State of Delaware)로 바꾸었다. | (지도 상의 변화 없음)                                                                |
| - 1795년 - 8월 3일   | 미국이 서부 연맹과 그린빌 조약을 체결함으로서 북서 인디언 전쟁이 막을 내렸으며, 현재 오하이오 대부분에 해당하는 지역이 미국 영토가 되었다. | (지도 상의 변화 없음)                                                                |
| - 1796년 - 2월 29일  | 영국이 제이 조약을 통해 디트로이트 등 서북부에 점거하고 있던 여러 요새를 포기하였다. 제이 조약에는 우즈호의 최서북단 지점과 미시시피강의 발원지 사이 국경이 어디인지, 또 어느 강을 세인트크루아강으로 볼지와 관련한 위원회를 설치한다는 내용도 담겼다. | (지도 상의 변화 없음)                                                                |
| - 1796년 - 4월 25일  | 스페인이 핑크니 조약을 통해 서플로리다 북쪽 절반을 할양함으로서 영토 분쟁이 해결되었다. | 분쟁:                                                                                |
| - 1796년 - 6월 1일   | 남서부 준주가 16번째 주인 테네시로서 편입되었다. | Map of the change to the United States in central North America on June 1, 1796      |
| - 1798년 - 4월 7일   | 야주 토지 사기에 대응하여 존 애덤스 대통령이 조지아와 서부 영토 할양에 대해 협상할 위원단을 구성하였다. 이를 통해 서플로리다가 조지아에 할양한 영토는 미시시피 준주가 되었으며, 동시에 조지아는 이 지역의 관할권을 계속 소유하였다. | Map of the change to the United States in central North America on April 7, 1798     |
| - 1798년 - 10월 25일 | 위원회에서 세인트크루아강의 발원지에 대한 합의가 이루어졌다. 이로써 매사추세츠와 영국 사이의 아래쪽 경계선이 확실하게 정해졌다. | 분쟁:                                                                                |
| - 1800년 - 6월 9일   | 코네티컷이 웨스턴 리저브를 연방정부에 할양하였으며, 연방정부는 이 토지를 북서부 준주에 배정하였다. 이 내용을 담은 법령 자체는 의회에서 4월 28일에 통과되었으며, 6월 9일은 코네티컷이 이를 비준한 날짜이다. | Map of the change to the United States in central North America on June 9, 1800      |
| - 1800년 - 7월 4일   | 북서부 준주 서쪽에서 인디애나 준주가 만들어졌다. | Map of the change to the United States in central North America on July 4, 1800      |
| - 1800년 - 11월 17일 | 미국 의회가 새로 지어진 수도인 컬럼비아구 내 워싱턴으로 이동하였다. 이 날짜는 거주지법에 정해진 날짜인 12월 1일보다 2주 앞선 것이었는데, 이는 존 애덤스 대통령이 대통령 재선을 위해 남부 유권자 표를 얻고자 예정을 앞당기게끔 의회를 압박했기 때문이었다. 존 애덤스 대통령은 재선에 실패하였다. | Map of the change to the United States in central North America on November 17, 1800 |
| - 1801년 - 1월 1일   | 그레이트브리튼 왕국이 아일랜드 왕국과 연합하여 그레이트브리튼 아일랜드 연합왕국이 되었다. | 분쟁:                                                                                |
| - 1801년 - 2월 27일  | 컬럼비아구가 법인화되었다. | (지도 상의 변화 없음)                                                                |
| - 1802년 - 4월 26일  | 조지아가 야주 토지라고 부르는 영토 서쪽 절반을 연방정부에 할양하였다. 이와 동시에 연방정부는 기존에 사우스캐롤라이나가 연방정부에 할양하였던 영토를 조지아에 할양하였다. 다만 이 지역은 이미 실질적으로 조지아가 관리하고 있었으며, 사우스캐롤라이나의 영유권 주장은 부정확한 토지 조사로 비롯된 오해에 불과하였다. | Map of the change to the United States in central North America on April 26, 1802    |
| - 1803년 - 3월 1일   | 북서부 준주의 남쪽 절반과 인디애나 준주의 일부가 17번째 주인 오하이오주로 편입되었다. 북서부 준주의 나머지 영토는 인디애나 준주로 편입되었다. 서쪽 경계는 그레이트마이애미강 하구에서 북쪽으로 이어지는 선이었다. 연방정부는 북쪽 경계를 미시간호 남쪽 모서리에서 서쪽으로 그은 선으로 본 반면, 오하이오주 헌법에서는 미시간호에서 이리호 서쪽 모서리인 마우메만까지 이어지는 선으로 보았는데, 이 설명 차이로 인해 이후 털리도 전쟁이 발발하게 된다. | Map of the change to the United States in central North America on March 1, 1803     |
| - 1803년 - 11월 3일  | 테네시와 버지니아 사이의 경계에 관한 토지 조사가 완료되어 영토 분쟁이 막을 내렸다. 테네시와 켄터키 사이의 경계는 조사 결과에도 불구하고 모호한 상태 그대로 남아 있었다. | Map of the change to the United States in central North America on November 3, 1803  |
| - 1803년 - 11월 30일 | 사우스윅 인근 토지가 코네티컷에서 매사추세츠로 할양되며 장기간 지속된 두 주 간의 경계 분쟁이 막을 내렸다. 11월 30일은 위원회의 최종 보고서가 전달된 날로, 공식 토지 교환이 어느 날 이루어졌는지는 알려져 있지 않다. | Map of the change to the United States in central North America on November 30, 1803 |

## 1803~1818 (루이지애나 매입)
| 날짜                 | 사건 | 지도                                                                                 |
| -------------------- | --- | ------------------------------------------------------------------------------------ |
| 1803년 12월 20일     | 미국이 프랑스로부터 루이지애나를 매입하였다. 매입 절차 자체는 4월 30일에 완료되었으며, 12월 20일은 뉴올리언스에서 공식 영토 이양식이 진행된 날짜이다. 이듬해 3월 10일 세인트루이스에서 영토 이양이 정식으로 승인되었으며, 이 날을 세 국기의 날이라고 부른다. 루이지애나 매입을 통해 미국의 영토는 미시시피강 분지 전역으로 확대되었다. 루이지애나 남부에서 미국은 서플로리다 중 페르디도강 서쪽에 있는 영토까지 구매한 것이라고 주장하였으나, 스페인은 서플로리다 국경선까지만 구매한 것이라고 주장하였으며, 서남쪽 누에바에스파냐와의 국경도 미국은 사빈강이 국경이라고 주장하였으나 스페인은 칼카슈강이라는 관점을 고수하여 영토 분쟁이 발생하였다. | 분쟁:                                                                                |
| - 1804년 - 3월 27일  | 기존에 연방정부에 할양되었던 테네시와 미시시피 준주 사이의 영토가 미시시피 준주에게 할당되었다. | Map of the change to the United States in central North America on March 27, 1804    |
| - 1804년 - 10월 1일  | 루이지애나 매입을 통해 얻은 영토 중 북위 33°선 남쪽의 영토가 올리언스 준주가 되었다. 나머지 영토는 루이지애나구로 지정되어 인디애나 준주의 관리를 받았다. | Map of the change to the United States in central North America on October 1, 1804   |
| - 1805년 - 6월 30일  | 인디애나 준주에서 미시간 준주가 생겨났다. 미시간 준주의 영토 범위는 미시간호 남쪽 모서리에서 동쪽으로 그은 선의 북쪽과, 미시간호 북쪽 모서리에서 북쪽으로 그은 선의 동쪽이었다. 경계선 동남쪽은 엄밀한 의미에서는 경계 북쪽 털리도 지대의 영유권을 주장한 오하이오와 겹쳤으나, 당시 미시간호의 정확한 위치가 알려지지 않은 상태였다. | Map of the change to the United States in central North America on June 30, 1805     |
| - 1805년 - 7월 4일   | 루이지애나구가 루이지애나 준주로 법인화되었다. | Map of the change to the United States in central North America on July 4, 1805      |
| - 1809년 - 3월 1일   | 인디애나 준주 서쪽 절반에서 일리노이 준주가 생겨났다. | Map of the change to the United States in central North America on March 1, 1809     |
| - 1810년 - 9월 26일  | 서플로리다 공화국이 페르디도강 서쪽의 서플로리다 지역의 영유권을 주장하며 스페인으로부터 독립을 선포하였다. | 분쟁:                                                                                |
| - 1810년 - 12월 10일 | 같은 해 10월 27일 이루어진 제임스 매디슨 대통령의 명령을 근거로, 윌리엄 클레이본이 지휘하는 군이 펄강 서쪽의 서플로리다 영토를 점령하였다. 미국은 서플로리다 공화국을 포함해 이 지역 전체를 루이지애나 매입의 대상으로 고려하였다. 매디슨 대통령은 이 지역을 올리언스 준주의 일부로 획득하였다고 선포하였다. 모빌만 서쪽에서 펄강까지 이어지는 영토는 1811년 군에 의해 실질적으로 합병되었다.:2a(map) | 분쟁:                                                                                |
| - 1812년 - 4월 30일  | 올리언스 준주 대부분이 18번째 주인 루이지애나로 편입되었다. 동남부의 나머지 영토는 짧은 기간 아무런 소속 없이 비법인영토로 존재하였다. | Map of the change to the United States in central North America on April 30, 1812    |
| - 1812년 - 5월 14일  | 미국이 영유권을 주장한 펄강 동쪽의 서플로리다 영토가 미시시피 준주로 편입되었다. 하지만 이 시기에도 모빌만 주변은 스페인령 플로리다의 실효지배 하에 놓여 있었다. 미국은 1813년 4월 경 군대를 동원해 모빌만부터 페르디도강에 이르는 영역을 점령하였다. | Map of the change to the United States in central North America on May 14, 1812      |
| - 1812년 - 6월 4일   | 루이지애나 준주가 이름이 루이지애나주와 겹침을 이유로 이름을 미주리 준주로 바꾸었다. | Map of the change to the United States in central North America on June 4, 1812      |
| - 1812년 - 8월 4일   | 같은 해 4월 14일 의회에서 통과된 법안을 근거로, 펄강 서쪽의 서플로리다 영토가 루이지애나에 편입되었다. | Map of the change to the United States in central North America on August 4, 1812    |
| - 1812년 - 8월 16일  | 미영 전쟁 도중 디트로이트 요새가 영국군에 항복함으로서 영국군이 미시간 준주의 중심 도시인 디트로이트를 점령하였다. | 분쟁:                                                                                |
| - 1813년 - 9월 29일  | 이리호 전투 이후 영국군이 디트로이트 요새에서 철수하였으며, 미국군이 미시간 준주를 다시 점령하였다. | 분쟁:                                                                                |
| - 1814년 - 8월 24일  | 영국군이 워싱턴을 점령하여 불태웠으나 다음 날 바로 철수하였다. 수도로서의 기능 자체는 잠시 동안만 멈췄으나, 제임스 매디슨 대통령은 브룩빌로 대피하였다. | (지도 상의 변화 없음)                                                                |
| - 1816년 - 12월 11일 | 인디애나 준주 남부, 일리노이 준주 일부, 미시간 준주 일부가 19번째 주인 인디애나로 편입되었다. 미시간호 주변 인디애나 준주의 나머지 영토는 비법인영토가 되었다. | Map of the change to the United States in central North America on December 11, 1816 |
| - 1817년 - 3월 3일   | 미시시피 준주 동쪽 절반이 앨라배마 준주가 되었다. | Map of the change to the United States in central North America on March 3, 1817     |
| - 1817년 - 12월 10일 | 미시시피 준주가 20번째 주인 미시시피로 편입되었다. | Map of the change to the United States in central North America on December 10, 1817 |
| - 1818년 - 2월 6일   | 앨라배마 준주가 터스컬루사군을 설치하였는데, 영토가 우연히 미시시피와 겹치게 되었다. 터스컬루사군의 경계는 "서쪽으로 톰빅비강까지, 그 다음 북쪽으로 코튼진포트까지"로 정의하였는데, 톰빅비강의 수원과 코튼진포트 모두 미시시피에 있었으나 당시에는 이 사실이 밝혀지지 않았었다. | 서류 상의 변화:                                                                      |
| - 1818년 - 6월 30일  | 미영 전쟁을 끝낸 헨트 조약에 따라 영국이 무스섬을 매스추세츠에게, 미국이 그랜드머낸섬, 디어섬, 캄포벨로섬을 영국에 반환하였다. 이 영토는 모두 전쟁 기간 서로가 서로에게서 획득한 영토였다. | (지도 상의 변화 없음)                                                                |
| - 1818년 - 12월 3일  | 북위 42°30′선을 기준으로 일리노이 준주의 북쪽 절반이 21번째 주인 일리노이로 편입되었다. 일로니오 준주의 나머지 영토와 인디애나 준주 소속이었던 비법인영토는 미시간 준주 소속이 되었다. | Map of the change to the United States in central North America on December 3, 1818  |

## 1819~1845 (서북부 확장)
| 날짜                 | 사건 | 지도                                                                                 |
| -------------------- | --- | ------------------------------------------------------------------------------------ |
| - 1819년 - 1월 30일  | 1818년 조약이 발효되며 우즈호 서쪽에서의 영국과의 국경이 북위 49°선으로 정해졌으며, 오리건 컨트리가 영국과의 공동 점유 지역이 되었다. 당시 오리건 컨트리의 북쪽 경계는 정의되지 않았는데, 러시아가 점유하던 영토까지 침범하지는 않았을 것이라고 추정할 수 있다. 지도에서는 편의 상 이후에 정해진 선인 북위 54°40′선을 사용하였다. | 북아메리카 서북부:                                                                   |
| - 1819년 - 7월 4일   | 미주리 준주의 남쪽 영토에서 아칸소 준주가 생겨났다. | Map of the change to the United States in central North America on July 4, 1819      |
| - 1819년 - 12월 14일 | 앨라배마 준주가 22번째 주인 앨라배마로 편입되었다. 동시에 미시시피와의 경계를 정하기 위한 토지 조사도 시작되었는데, 이를 통해 둘 사이의 영토 주장이 겹치는 부분이 있음을 확인하였다. | Map of the change to the United States in central North America on December 14, 1819 |
| - 1820년 - 3월 15일  | 미주리 타협의 일부로 매사추세츠 북부의 메인구가 23번째 주인 메인으로 편입되었다. | Map of the change to the United States in central North America on March 15, 1820    |
| - 1820년 - 4월 21일  | 이 날짜는 공식 문서에서 아칸소 준주의 표기를 처음으로 "Arkansaw" 대신 "Arkansas"로 사용한 날이다. | Map of the change to the United States in central North America on April 21, 1820    |
| - 1820년 - 5월 12일  | 켄터키와 테네시 사이의 경계가 확립되었다. 컴벌랜드고개와 테네시강 사이의 경계선이 북위 36°30′선에서 북쪽으로 10마일이나 벌어져 있는 문제를 해결하기 위해 미시시피강에서 위도를 맞춰 테네시강까지 동쪽으로 토지 조사를 실시하였으며, 이 방법으로 경계 끝 부분이 36°30′선과 일치하게끔 하였다. | Map of the change to the United States in central North America on May 12, 1820      |
| - 1820년 - 7월 19일  | 앨라배마의 주 편입 과정에서 제정된 법령에 따라 앨라배마와 미시시피 사이의 남쪽 경계선이 미시시피 영토를 침범하는 문제가 해결되었다. 토지 조사 결과에 따라 경계 남쪽 끝이 동쪽으로 3.8마일 이동되었으며, 경계선의 변화는 앨라배마의 워싱턴군까지 적용되었다. 이 변경 사항이 적용된 날짜는 불분명하며, 대체로 보고서가 작성된 날자인 5월 28일이나 실제 경계선 표지가 설치된 7월 19일 중 하나로 본다. | 서류 상의 변화:                                                                      |
| - 1820년 - 12월 19일 | 앨라배마가 일부 군의 경계를 조정하였다. 이를 통해 1818년 2월 6일부터 존재한 미시시피와의 영토 중복이 사라졌다. | 서류 상의 변화:                                                                      |
| - 1821년 - 2월 22일  | 스페인과의 애덤스-오니스 조약이 발효되었다. 조약을 통한 주요 영토 변경은 다음과 같다. - 스페인령 식민지와의 국경이 명확하게 정의되었다. 이전까지는 단순히 미시시피강과 컬럼비아강 정도로만 정의하였었으나, 조약 이후에는 구체적인 강과 위도선을 따르게끔 정의하였다. - 루이지애나에 중립지대가 설치되었다. - 플로리다가 미국에 이양되었다. 공식 영토 이양은 7월에 진행되었다. - 아칸소 준주가 설치하였던 레드강 남쪽의 밀러군은 스페인 영토에 속하게 되었다. 다만 밀러군은 순전히 아칸소 준주에서 주장한 영토로 연방정부와는 관련이 없었다. 지도에서는 미국 국내의 분쟁인 것처럼 표시하였다. - 스페인령 서플로리다가 할양됨에 따라 루이지애나, 미시시피, 앨라배마와의 영토 분쟁이 해결되었다. | 분쟁:                                                                                |
| - 1821년 - 7월 10일  | 스페인이 공식적으로 동플로리다를 미국에 이양하였다. | Map of the change to the United States in central North America on July 10, 1821     |
| - 1821년 - 7월 17일  | 스페인이 공식적으로 서플로리다를 미국에 이양하였다. | Map of the change to the United States in central North America on July 17, 1821     |
| - 1821년 - 8월 10일  | 미주리 준주의 동남부 모서리가 24번째 주인 미주리로 편입되었다. 나머지 영토는 비법인영토가 되었다. | Map of the change to the United States in central North America on August 10, 1821   |
| - 1822년 - 3월 30일  | 동플로리다와 서플로리다가 플로리다 준주로 법인화되었다. | Map of the change to the United States in central North America on March 30, 1822    |
| - 1824년 - 5월 26일  | 아칸소 준주 중 미주리와의 경계선부터 서쪽으로 40마일 간 지점에서 남북으로 그은 선의 서쪽에 해당하는 영토가 비법인영토로 돌아갔다. | Map of the change to the United States in central North America on May 26, 1824      |
| - 1825년 - 1월 12일  | 러시아 제국과의 조약을 통해 오리건 컨트리의 북쪽 국경이 북위 54°40′선으로 정해졌다. 이는 미국 측에만 적용되는 조약이긴 하였으나, 이후 영국과도 별도의 조약을 통해 같은 선을 국경으로 정하였다. 이전에도 이 선이 실질적인 국경 역할을 하고 있던 점을 고려하여 오른쪽 지도에는 이전부터 이 선을 사용하여 국경을 표시하였다. | (지도 상의 변화 없음)                                                                |
| - 1828년 - 5월 6일   | 체로키족의 조약을 통해 아칸소 준주의 서쪽 경계가 이동되었다. 이를 통해 일부 영토가 비법인영토로 돌아갔다. | Map of the change to the United States in central North America on May 6, 1828       |
| - 1831년 - 1월 20일  | 헨트 조약에 따라 영국과 메인 사이의 국경 분쟁을 중재하던 빌럼 1세가 최종 결정을 내렸다. 주어진 지도만으로는 국경 분쟁을 조정하기 어려웠기 때문에 빌럼 1세는 타협안을 제시하였는데, 영국 정부는 받아들였으나 메인 정부는 반대하였으며, 1832년 1월 19일 미국 정부가 타협안을 거부하였다. | (지도 상의 변화 없음)                                                                |
| - 1832년 - 7월 9일   | 영국과의 분쟁 지역이던 코네티컷호 북쪽 뉴햄프셔 지역이 인디언스트림 공화국으로 독립을 선포하였다. 인디언스트림 공화국의 면적 자체는 작았으나 해당 지역에서 어느 정도 실효 지배력을 발휘하였다. | 분쟁:                                                                                |
| - 1834년 - 6월 28일  | 미시간 준주가 비법인영토에서 영토를 대량으로 획득하여, 서쪽의 미주리강과 화이트어스강까지 확장하였다. | Map of the change to the United States in central North America on June 28, 1834     |
| - 1835년 - 8월 5일   | 인디언스트림 공화국이 뉴햄프셔의 사법권을 인정함으로서 독립 주장이 막을 내렸다. 8월 5일은 관련 통신이 영국에 보내진 날로, 인디언스트림 공화국 내에서 관련 법령이 통과된 날은 1836년 4월 2일이었다. | 분쟁:                                                                                |
| - 1836년 - 6월 15일  | 아칸소 준주가 25번째 주인 아칸소로 편입되었다. | Map of the change to the United States in central North America on June 15, 1836     |
| - 1836년 - 7월 3일   | 미시간 준주 서부 영역이 위스콘신 준주로 법인화되었다. 오대호 사이에 있는 두 반도는 미시간 준주에 남았는데, 위스콘신 준주가 털리도 지대의 영유권을 포기하는 대가로 어퍼반도를 할양하기로 하였다. 위스콘신 준주는 당초 이 토지 교환안을 거부하였으나 12월 14일 결국 동의하였다. | Map of the change to the United States in central North America on July 3, 1836      |
| 1836년 12월 14일     | 미시간 준주가 털리도 지대의 영유권을 포기함으로서 오하이오와의 분쟁이 막을 내렸다. | Map of the change to the United States in central North America on December 14, 1836 |
| - 1837년 - 1월 26일  | 미시간 준주가 26번째 주인 미시간으로 편입되었다. | Map of the change to the United States in central North America on January 26, 1837  |
| - 1837년 - 3월 28일  | 미주리, 사우크 및 폭스, 아이오와, 오토에족, 포타와토미족 등 여러 미국 원주민 부족으로부터의 플래트 매입을 통해 비법인지구 영토 일부가 미주리 서북부에 편입되어 미주리의 북쪽 경계선이 미주리강까지 확대되었다. | Map of the change to the United States in central North America on March 28, 1837    |
| - 1838년 - 7월 3일   | 미시시피강 서부의 위스콘신 준주 영토에서 아이오와 준주가 만들어졌다. | Map of the change to the United States in central North America on July 3, 1838      |
| - 1839년 - 2월 11일  | 미주리가 아이오와 준주와의 경계 북쪽에 있는 땅의 영유권을 주장하며 허니 전쟁이라고 부르는 장기간에 걸친 영토 분쟁이 시작되었다. | Map of the change to the United States in central North America on February 11, 1839 |
| - 1840년 - 5월 21일  | 텍사스 공화국과의 국경에 관한 토지 조사에서 아칸소가 영유권을 주장한 밀러군이 텍사스에 속한다고 결론내렸다. | Map of the change to the United States in central North America on May 21, 1840      |
| - 1842년 - 11월 10일 | 웹스터-애슈버턴 조약을 통해 로키산맥 동쪽에서의 영국과의 국경이 정해졌다. 이 조약을 통해 메인과 뉴햄프셔의 북부 국경 분쟁, 위스콘신 준주의 동북부 국경 분쟁, 미시간의 슈거섬 분쟁이 막을 내렸다. 뉴욕 및 버몬트와 영국 사이의 국경도 이 조약을 통해 명확하게 정해졌다. 1816년 섐플레인호에 있는 반도에서 "블런더 요새"라고 칭한 요새를 짓기 시작했는데, 이 요새의 위치가 당초 토지 조사를 통해 정한 국경선보다는 남쪽에 있었으나 파리 조약에서 정한 국경선인 북위 45°선보다는 북쪽에 있어 영국 영토 내임이 밝혀지자 요새 건설은 중단되고 요새 자체는 버려졌다. 웹스터-애슈버턴 조약에서는 정확한 위도선 대신 토지 조사를 통해 정한 국경선을 사용한다고 규정하였으며, 이에 따라 요새가 미국에 속하게 되었다. 1844년 이 위치에 몽고메리 요새가 세워졌다. 토지 조사를 통해 정해진 국경선은 비록 당초 조약의 규정과는 맞지 않는 면이 있었으나 조사가 이루어졌다는 점에서 정당한 국경선으로 간주되었다. | 분쟁:                                                                                |
| - 1843년 - 7월 5일   | 오리건 컨트리의 정착민들이 임시정부를 수립하였다. 이는 공식 기관은 아니었으나 오리건 지역에 어느 정도 행정력을 행사하였다. | 비공식 변화:                                                                         |
| - 1845년 - 3월 3일   | 플로리다 준주가 27번째 주인 플로리다로 편입되었다. | Map of the change to the United States in central North America on March 3, 1845     |

## 1845~1860 (서남부 확장)
| 날짜                 | 사건 | 지도                                                                                 |
| -------------------- | --- | ------------------------------------------------------------------------------------ |
| 1845년 12월 29일     | 텍사스 공화국이 합병 후 28번째 주인 텍사스로 편입되었다. 이를 통해 미국의 영토가 서남부 리오그란데강까지 확장되었다. 멕시코는 텍사스 전체의 영유권을 주장하였다. 여러 출처에서 멕시코가 텍사스 동부의 독립 자체는 인정하였다고 적혀 있으나, 멕시코 정부는 공식적으로 벨라스코 조약을 거부하였다. 텍사스는 1846년 2월 19일 공식적으로 자신의 주권을 미국에 넘겼다. 텍사스 합병으로 인해 몇 달 후 멕시코-미국 전쟁이 발발하였다. | 분쟁:                                                                                |
| - 1846년 - 6월 15일  | 오리건 조약을 통해 우즈호 서쪽으로 이어지는 북위 49°선이 북아메리카 대륙에서의 국경으로 정해졌는데, 대륙으로 한정한 것은 밴쿠버섬을 제외하기 위한 것이었다. 오리건 컨트리의 공동 점유는 종료되었으며, 미국이 획득한 영토는 비법인영토가 되었다. 오리건 조약에서는 밴쿠버섬과 대륙 사이 어느 해협을 경계로 할지에 대해 모호하게 규정해 두었으며, 이로 인해 샌환 제도의 영유권 분쟁이 발생하게 되었다. | 북아메리카 서북부: 분쟁:                                                             |
| - 1846년 - 9월 22일  | 멕시코 영토인 산타페데누에보멕시코의 중심지 산타페가 점령되며 카니 코드라고 하는 일련의 법령이 해당 지역에 적용되었다. 이 지역은 텍사스의 영유권 주장 지역이기도 하였으나, 텍사스가 실효지배한 영토는 동쪽 끝 부분에 불과하였다. | 비공식 변화:                                                                         |
| 1846년 12월 28일     | 아이오와 준주의 북위 43°30′선 남쪽, 빅수강 동쪽 영토가 29번째 주인 아이오와로 편입되었다. 나머지 영토는 비법인영토가 되었다. | Map of the change to the United States in central North America on December 28, 1846 |
| - 1847년 - 3월 13일  | 컬럼비아구가 알렉산드리아군을 버지니아에 반환하였다. 의회에서 법안이 통과된 것은 1846년 7월 9일이었으며, 알렉산드리아군 주민이 동의하였다고 명시된 대통령령이 발효된 것은 1846년 9월 7일이었다. 1847년 3월 13일은 버지니아가 알렉산드리아군을 공식적으로 다시 소유하기 시작한 날짜이다. | Map of the change to the United States in central North America on March 13, 1847    |
| - 1848년 - 5월 29일  | 위스콘신 준주의 남쪽 부분이 30번째 주인 위스콘신으로 편입되었다. 나머지 영토는 비법인영토가 되었으나, 해당 지역의 주민들은 기존의 정부 체제를 그대로 유지하였으며, 미국 하원 파견대표를 선출해 1849년 1월 15일에 실제로 하원에 파견하기도 하는 등, 실질적으로 위스콘신 준주가 계속 이어졌다. | Map of the change to the United States in central North America on May 29, 1848      |
| - 1848년 - 7월 4일   | 과달루페 이달고 조약을 통해 멕시코-미국 전쟁이 막을 내렸다. 멕시코가 할양한 영토는 산타페데누에보멕시코, 알타칼리포르니아주, 텍사스가 영유권을 주장한 부분이 포함되어 있었다. 이후 미국과 멕시코 사이에는 산타페데누에보멕시코의 남쪽 경계가 어디인지에 관한 국경 분쟁이 발생하게 된다. | 분쟁:                                                                                |
| - 1848년 - 8월 14일  | 기존에 오리건 컨트리에 속하였던 비법인영토에서 오리건 준주가 만들어졌다. | Map of the change to the United States in central North America on August 14, 1848   |
| - 1849년 - 2월 13일  | 미국 연방 대법원이 허니 전쟁이라고 부르던 미주리와 아이오와 간의 영토 분쟁에 대한 판결을 내렸다. 새로 정한 경계선은 분쟁 전부터 존재하던 설리번선을 따라가는 선으로, 양 측의 영유권 주장을 대략 반으로 가르는 선이었다. | Map of the change to the United States in central North America on February 13, 1849 |
| - 1849년 - 3월 3일   | 실질적으로 위스콘신 준주가 이어지던 비법인영토, 미주리강 동쪽의 비법인영토, 화이트어스강 동쪽의 비법인영토를 합쳐 미네소타 준주가 생겨났다. | Map of the change to the United States in central North America on March 3, 1849     |
| - 1849년 - 3월 12일  | 지방 정부가 데저릿주를 수립하고 멕시코 할양지 대부분 등 서남부 영토 상당부의 영유권을 주장하였다. 데저릿주는 미국에 편입되고자 하였으나 미국 정부는 이를 거부하였으며, 대신 1950년 유타 준주가 수립되었다. 데저릿주의 영유권 주장 범위는 텍사스 및 오리건 준주의 영유권 주장 지역과 겹쳤다. | 비공식 변화:                                                                         |
| - 1849년 - 11월 24일 | 텍사스가 의회의 동의를 거쳐 루이지애나와의 경계를 사빈강 서안에서 강 중앙으로 확대하였다. | (지도 상의 변화 없음)                                                                |
| - 1850년 - 9월 9일   | 멕시코 할양지 서부가 31번째 주인 캘리포니아로 편입되었다. 북위 37°선 북쪽과 로키산맥 서쪽에 남은 영토는 유타 준주가 되었다. 유타 준주의 영토 일부는 텍사스와 겹쳤는데, 이 부분은 같은 해 12월 13일에 유타 준주가 매입하였다. 지도에서는 이후 매입한 부분까지 포함하여 표시하였다. | Map of the change to the United States in central North America on September 9, 1850 |
| - 1850년 - 12월 9일  | 미국이 등대를 짓기 위해 이리호 내 버펄로 인근의 암초를 영국으로부터 할양받았다. 암초 자체는 미들 환초에 있었으나, 등대의 이름은 인근 호슈 환초의 이름을 따 붙였다. 암초 자체는 영국 영해에 둘러싸여 있기 때문에 일종의 월경지가 만들어졌다. | Map of the change to the United States in central North America on December 9, 1850  |
| - 1850년 - 12월 13일 | 연방정부가 텍사스의 서쪽 영유권 주장을 매입하였다. 동시에 리오그란데강 동쪽 땅과 멕시코 할양지 중 남아 있던 비법인영토를 합쳐 뉴멕시코 준주가 만들어졌다. 뉴멕시코 준주에는 카니 코드가 적용되던 지역 전체가 포함되었다. | Map of the change to the United States in central North America on December 13, 1850 |
| - 1851년 - 4월 5일   | 데저릿주가 스스로를 해체하였으며, 영토와 행정 대부분은 유타 준주로 계승되었다. | 비공식 변화:                                                                         |
| - 1853년 - 3월 2일   | 오리건 준주 중 북위 46°선 북쪽 및 컬럼비아강 북쪽 지역에서 워싱턴 준주가 생겨났다. | Map of the change to the United States in central North America on March 2, 1853     |
| - 1854년 - 5월 30일  | 북위 37°선 북쪽의 비법인영토에서 캔자스 준주가, 북위 40°선 북쪽의 비법인영토에서 네브래스카 준주가 생겨났다. 나머지 비법인영토 중 서경 100°선 동쪽의 비법인영토에서는 원주민 부족을 이주시킬 목적으로 인디언 준주가 만들어졌다. 텍사스 팬핸들과 캔자스 준주 사이에 있는 좁은 지역은 영유권 주장 없이 남아 있었는데, 이는 캔자스 준주 경계보다는 남쪽이었으나 미주리 타협에서 노예제의 한계선으로 제시한 북위 36°30′선보다는 북쪽이었기 때문에 텍사스가 가질 수 없었기 때문이었다. 이 지역은 공유지 지대 또는 "무인지대"로 불리었다. | Map of the change to the United States in central North America on May 30, 1854      |
| - 1854년 - 6월 30일  | 미국이 대륙횡단철도 남부 노선 건설을 용이하게 하기 위해 멕시코로부터 토지를 구매하였다. 이를 개즈던 매입이라고 부른다. 구입한 토지에 분쟁 지역이 포함되어 있었기 때문에 영토 분쟁 또한 자연스럽게 해결되었다. | 분쟁:                                                                                |
| - 1854년 - 8월 4일   | 개즈던 매입으로 얻은 영토가 뉴멕시코 준주에 할당되었다. | Map of the change to the United States in central North America on August 4, 1854    |
| - 1855년 - 1월 11일  | 매사추세츠가 소유한 보스턴 코너를 매사추세츠 본토에서 접근할 수 없음을 이유로 뉴욕에게 할양하였다. | Map of the change to the United States in central North America on January 11, 1855  |
| - 1855년 - 3월 6일   | 미국 연방 대법원이 플로리다와 조지아 간의 영토 분쟁에서 경계를 맥네일선으로 정함으로서 플로리다의 영유권 주장이 받아들여졌다. | (지도 상의 변화 없음)                                                                |
| - 1856년 - 10월 28일 | 구아노 제도법을 근거로 베이커섬과 자르비스섬의 영유권을 주장하였다. | 태평양:                                                                              |
| - 1858년 - 5월 11일  | 미네소타 준주의 동쪽 절반이 32번째 주인 미네소타로 편입되었다. 나머지 영토는 비법인영토가 되었다. | Map of the change to the United States in central North America on May 11, 1858      |
| - 1858년 - 8월 31일  | 구아노 제도법을 근거로 나배사섬의 영유권을 주장하였다. | 카리브해:                                                                            |
| - 1858년 - 12월 3일  | 구아노 제도법을 근거로 하울랜드섬의 영유권을 주장하였다. | 태평양:                                                                              |
| - 1859년 - 2월 14일  | 오리건 준주의 서쪽 절반이 33번째 주인 오리건으로 편입되었다. 나머지 영토는 워싱턴 준주에 속하게 되었다. | Map of the change to the United States in central North America on February 14, 1859 |
| - 1859년 - 7월 6일   | 켄터키와 테네시 사이의 경계를 조사하던 중 작게 튀어나온 부분인 "미들턴 상쇄"가 생겨났다. 튀어나온 부분이 왜 생겼는지 정확히 알려지지는 않았으나, 한 지주가 자신의 토지가 테네시에 있기를 원했기 때문이라는 가설이 있다. | Map of the change to the United States in central North America on July 6, 1859      |
| - 1859년 - 9월 6일   | 구아노 제도법을 근거로 존스턴 환초의 영유권을 주장하였다. 존스턴 환초의 영유권은 1858년 하와이 왕국도 주장한 바 있었다. | 태평양:                                                                              |
| - 1859년 - 11월 7일  | 지방 정부가 네브래스카, 뉴멕시코, 워싱턴, 유타, 캔자스에 속한 영토를 모아 제퍼슨 준주를 수립하였다. 연방정부는 제퍼슨 준주를 인정하지 않았으나, 제퍼슨 준주는 이 지역에서 어느 정도 행정력을 행사하였으며, 콜로라도 준주가 생겼을 때 제퍼슨 준주의 법령 대부분을 받아들였다. | 비공식 변화:                                                                         |
| - 1859년 - 12월 27일 | 구아노 제도법을 근거로 라와키섬, 매킨섬, 스타벅섬, 엔더버리섬의 영유권을 주장하였다. | 태평양:                                                                              |
| - 1859년 - 12월 29일 | 구아노 제도법을 근거로 몰덴섬과 크리스마스섬의 영유권을 주장하였다. | 태평양:                                                                              |
| - 1860년 - 2월 8일   | 텍사스가 그리어군을 설치하며 인디언 준주의 일부에 대한 영유권을 주장하였다. 이는 레드강의 어느 지류를 경계로 하는지에 대해 연방정부와 텍사스의 해석이 달랐기 때문이었다. 구아노 제도법을 근거로 누쿠노누섬, 니쿠마로로섬, 라카한가섬, 마니히키섬, 마라케이섬, 맨라섬, 보스토크섬, 부타리타리섬, 버니섬, 스웨인스섬, 아타푸섬, 캐롤라인섬, 캔턴섬, 킹먼 암초, 타부아에란섬, 테라이나섬, 팔미라 환초, 펜린 환초, 플린트섬, 푸카푸카섬의 영유권을 주장하였다. 이 외에도 이 날짜에 영유권 주장이 등재된 섬 자체는 많으나 주어진 좌표로 계산하면 다른 섬과 중복되거나 존재하지 않는 섬이다. 또한 여기서 같이 영유권을 주장한 사라앤섬도 1917년까지 관찰 기록이 남아 있지만 이후 모습을 보이지 않고 있다. | 태평양:                                                                              |

## 1860~1865 (남북 전쟁)
| 날짜                 | 사건 | 지도                                                                                 |
| -------------------- | --- | ------------------------------------------------------------------------------------ |
| 1860년 12월 20일     | 에이브러햄 링컨의 대통령 선출에 반발하여 사우스캐롤라이나가 미국 의회를 탈퇴하며 합중국으로부터의 분리 독립을 선언하였다. | 분쟁:                                                                                |
| - 1861년 - 1월 9일   | 미시시피가 미국 의회를 탈퇴하며 합중국으로부터의 분리 독립을 선언하였다. | 분쟁:                                                                                |
| - 1861년 - 1월 10일  | 플로리다가 미국 의회를 탈퇴하며 합중국으로부터의 분리 독립을 선언하였다. | 분쟁:                                                                                |
| - 1861년 - 1월 11일  | 앨라배마가 미국 의회를 탈퇴하며 합중국으로부터의 분리 독립을 선언하였다. | 분쟁:                                                                                |
| - 1861년 - 1월 19일  | 조지아가 미국 의회를 탈퇴하며 합중국으로부터의 분리 독립을 선언하였다. | 분쟁:                                                                                |
| - 1861년 - 1월 26일  | 루이지애나가 미국 의회를 탈퇴하며 합중국으로부터의 분리 독립을 선언하였다. 다만 뉴올리언스 주변의 제1 및 제2 선거구는 의회에 계속 남았다. | 분쟁:                                                                                |
| - 1861년 - 1월 29일  | 캔자스 준주 영토 중 워싱턴에서 서쪽으로 25° 떨어진 선의 동쪽 부분이 34번째 주인 캔자스로 편입되었다. 나머지 영토는 비법인영토가 되었다. | Map of the change to the United States in central North America on January 29, 1861  |
| - 1861년 - 2월 8일   | 분리 독립을 선언한 루이지애나, 미시시피, 사우스캐롤라이나, 앨라배마, 조지아, 플로리다가 아메리카 연합국을 수립하였다. | 분쟁:                                                                                |
| - 1861년 - 2월 28일  | 네브래스카 준주, 뉴멕시코 준주, 유타 준주, 비법인영토 일부를 합쳐 콜로라도 준주가 생겨났다. | Map of the change to the United States in central North America on February 28, 1861 |
| - 1861년 - 3월 2일   | 텍사스가 미국 의회 탈퇴와 합중국으로부터의 분리 독립을 선언하며 연합국에 가입하였다. 네브래스카 준주 북부와 북쪽의 비법인영토에서 다코타 준주가 만들어졌다. 네브래스카 준주의 서쪽 경계는 워싱턴에서 서쪽으로 33° 떨어진 선으로 바뀌었으며, 이를 통해 워싱턴 준주와 유타 준주의 영토 일부를 얻었다. 유타 준주 영토 중 워싱턴에서 서쪽으로 39° 떨어진 선 서쪽에서 네바다 준주가 만들어졌다. | 분쟁:                                                                                |
| - 1861년 - 3월 28일  | 뉴멕시코 준주 중 북위 34°선 남쪽이 애리조나 준주로 독립을 선언하였다. | 분쟁:                                                                                |
| - 1861년 - 4월 17일  | 섬터 요새 전투와 에이브러햄 링컨 대통령의 군대 대응 촉구와 맞물려 버지니아가 미국 의회를 탈퇴하며 합중국으로부터의 분리 독립을 선언하였다. 다만 동해안의 제1 선거구, 워싱턴 D.C. 인근의 제7 선거구, 버지니아 서북부의 제10, 제11, 제12 선거구는 의회에 계속 남았다. | 분쟁:                                                                                |
| - 1861년 - 5월 6일   | 아칸소가 미국 의회를 탈퇴하며 합중국으로부터의 분리 독립을 선언하였다. | 분쟁:                                                                                |
| - 1861년 - 5월 7일   | 버지니아가 연합국에 가입하였다. | 분쟁:                                                                                |
| - 1861년 - 5월 16일  | 켄터키가 남북 전쟁에서의 중립을 선언하였다. | (지도 상의 변화 없음)                                                                |
| - 1861년 - 5월 20일  | 아칸소가 연합국에 가입하였다. 노스캐롤라이나가 미국 의회를 탈퇴하며 합중국으로부터의 분리 독립을 선언하였다. | 분쟁:                                                                                |
| - 1861년 - 5월 21일  | 노스캐롤라이나가 연합국에 가입하였다. 주의 연합국 가입을 위해서는 발효 전 대통령의 포고가 필요하였는데, 5월 21일은 2차 출처 대부분에서 이 포고가 이루어졌다고 주장하는 날짜로, 이와 관련한 유일한 1차 출처는 7월 20일 제퍼슨 데이비스 대통령이 이미 대통령 포고가 이루어졌다고 언급한 연설밖에 없다.                                                                                       | 분쟁:                                                                                |
| - 1861년 - 6월 6일   | 제퍼슨 준주의 주지사 로버트 윌리엄슨 스틸이 제퍼슨 준주의 해체를 선언하고 정부를 콜로라도 준주의 주지사에게 넘겼다. | 비공식 변화:                                                                         |
| - 1861년 - 6월 8일   | 테네시가 미국 의회를 탈퇴하며 합중국으로부터의 분리 독립을 선언하였다. 다만 테네시 중심부의 제2, 제3, 제4 선거구는 의회에 계속 남았다. | 분쟁:                                                                                |
| - 1861년 - 6월 25일  | 연방정부가 휠링에 있는 버지니아 복원정부를 버지니아의 합법 정부로 인정하였다. | Map of the change to the United States in central North America on June 25, 1861     |
| - 1861년 - 7월 2일   | 테네시가 연합국에 가입하였다. | 분쟁:                                                                                |
| - 1861년 - 8월 1일   | 남부의 제1차 메실라 전투 승리에 이어 연합국이 애리조나 준주가 연합국의 일부라고 선포하였다. | 분쟁:                                                                                |
| - 1861년 - 9월 13일  | 9월 3일 남부군이 콜럼버스를 점령하자 켄터키가 중립을 포기하고 합중국 정부에 합류하였다. | (지도 상의 변화 없음)                                                                |
| - 1861년 - 10월 31일 | 네오쇼에 세워진 분리정부가 미주리의 합중국 탈퇴를 선언하였다. | 분쟁:                                                                                |
| - 1861년 - 11월 20일 | 러셀빌에서 이루어진 협약에 따라 볼링그린에서의 분리정부 수립 및 켄터키의 합중국 탈퇴가 선언되었다. | 분쟁:                                                                                |
| - 1861년 - 11월 28일 | 미주리의 네오쇼 분리정부가 연합국에 가입하였다. 연합국은 이 지역을 거의 실효지배하지 못하였으나 입법부 의석은 전부 보장하였다. | 분쟁:                                                                                |
| - 1861년 - 12월 10일 | 켄터키의 볼링그린 분리정부가 연합국에 가입하였다. 연합국은 이 지역을 거의 실효지배하지 못하였으나 입법부 의석은 전부 보장하였다. | 분쟁:                                                                                |
| - 1861년 - 12월 21일 | 아메리카 연합국이 오세이지족, 세네카족, 쇼니족과 맺은 조약을 비준하였다. | 분쟁:                                                                                |
| - 1861년 - 12월 23일 | 아메리카 연합국이 조약을 통해 체로키족에게 연합국 의회의 파견대표 자격을 부여하였다. 세미놀족은 파견대표 자격을 크리크족과 공유하게끔 하였다. | 분쟁:                                                                                |
| - 1861년 - 12월 31일 | 아메리카 연합국이 조약을 통해 촉토족과 치카소족에게 연합국 의회의 파견대표 자격을 부여하였다. 코만치족과 크리크족은 파견대표 자격을 세미놀족 및 쿼포족과 공유하게끔 하였다. | 분쟁:                                                                                |
| - 1862년 - 3월 1일   | 미국 연방 대법원 판결을 통해 로드아일랜드와 매사추세츠 사이의 경계가 조정되었다. | Map of the change to the United States in central North America on March 1, 1862     |
| - 1862년 - 4월 15일  | 하와이 왕국이 팔미라 환초를 합병하였으며, 미국의 실질적인 영유권 주장이 정지되었다. | 태평양:                                                                              |
| - 1862년 - 7월 14일  | 유타 준주의 영토 중 워싱턴 경선에서 서쪽으로 38° 떨어진 지점이 네바다 준주에 할양되었다. | Map of the change to the United States in central North America on July 14, 1862     |
| - 1862년 - 12월 30일 | 구아노 제도법을 근거로 스완 제도의 영유권을 주장하였다. | 카리브해:                                                                            |
| - 1863년 - 2월 24일  | 뉴멕시코 준주 중 워싱턴에서 서쪽으로 32° 떨어진 선 서쪽 절반이 애리조나 준주가 되었다. | Map of the change to the United States in central North America on February 24, 1863 |
| - 1863년 - 3월 3일   | 다코타 준주 및 네브래스카 준주 중 워싱턴에서 서쪽으로 27° 떨어진 선 서쪽 영토와 워싱턴 준주 중 스네이크강 동쪽 및 클리어워터강 수원지 북쪽에 해당하는 영토에서 아이다호 준주가 수립되었다. | Map of the change to the United States in central North America on March 3, 1863     |
| - 1863년 - 3월 4일   | 낮은 투표율과 선거 방해로 인해 루이지애나, 버지니아, 테네시 중 의회에 남았던 선거구에서 아무도 하원 의석을 차지할 수 없었다. 이로 인해 세 주는 실질적으로 합중국에서 추방되었다. | Map of the change to the United States in central North America on March 4, 1863     |
| - 1863년 - 6월 20일  | 휠링에 있는 버지니아 복원정부에 참여한 버지니아의 서북부 군들이 버지니아로부터 떨어져 나와 35번째 주인 웨스트버지니아로 편입되었다. 버지니아 복원정부는 이후 알렉산드리아로 옮겨갔다. | Map of the change to the United States in central North America on June 20, 1863     |
| - 1863년 - 8월 5일   | 연방정부가 버클리군을 버지니아에서 웨스트버지니아로 이양하였다. | Map of the change to the United States in central North America on August 5, 1863    |
| - 1863년 - 11월 2일  | 연방정부가 제퍼슨군을 버지니아에서 웨스트버지니아로 이양하었다. | Map of the change to the United States in central North America on November 2, 1863  |
| - 1864년 - 5월 26일  | 아이다호 준주의 동북쪽 1/3 가량 영토에서 몬태나 준주가 만들어졌으며, 동남쪽 1/3 가량 영토는 다코타 준주로 이양되었다. | Map of the change to the United States in central North America on May 26, 1864      |
| - 1864년 - 10월 15일 | 영국이 몰덴섬의 영유권을 주장하였다. | 태평양:                                                                              |
| - 1864년 - 10월 31일 | 네바다 준주가 36번째 주인 네바다로 편입되었다. | Map of the change to the United States in central North America on October 31, 1864  |
| - 1865년 - 5월 5일   | 아메리카 연합국 내각이 워싱턴에서 만나 스스로를 해체하였다. 연합국 군대의 항복은 1865년 내내 산발적으로 진행되었으며, 일반적으로 애퍼매턱스 코트 하우스 전투 이후 4월 9일 이루어진 북버지니아 군의 항복을 제일 대표적인 사건으로 본다. | 분쟁:                                                                                |

## 1866~1897 (국가 재건과 서부의 주 편입)
| 날짜                 | 사건 | 지도                                                                                  |
| -------------------- | --- | ------------------------------------------------------------------------------------- |
| - 1866년 - 5월 5일   | 유타 준주의 영토 중 워싱턴에서 서쪽으로 37° 떨어진 선보다 서쪽에 있는 영토가 네바다에 이양되었다. | Map of the change to the United States in central North America on May 5, 1866        |
| - 1866년 - 7월 24일  | 테네시가 재편입되었다. | Map of the change to the United States in central North America on July 24, 1866      |
| 1866년 12월 26일     | 영국이 스타벅섬의 영유권을 주장하였다. | 태평양:                                                                               |
| - 1867년 - 1월 18일  | 애리조나 준주에서 콜로라도강 서쪽 및 워싱턴에서 서쪽으로 37° 떨어진 선 서쪽의 서북부 모서리가 네바다에 할양되었다. 영토 할양에 관한 법령 자체는 1866년 5월 5일 유타 준주의 영토 할양과 같은 날 통과되었으나, 유타 준주의 경우와 달리 이 경우는 영토를 받는 측의 동의에 따라 영토 이양이 이루어졌다. | Map of the change to the United States in central North America on January 18, 1867   |
| - 1867년 - 3월 1일   | 네브래스카 준주가 37번째 주인 네브래스카로 편입되었다. | Map of the change to the United States in central North America on March 1, 1867      |
| - 1867년 - 7월 1일   | 여러 영국 식민지가 캐나다로 연합하였다. 이 중에는 뉴브런즈윅도 포함되어 있었기 때문에 캐나다가 마키아스실섬과 노스록 분쟁의 당사자가 되었다. | 분쟁:                                                                                 |
| - 1867년 - 8월 28일  | 미드웨이 환초의 영유권을 주장하였다. 미드웨이 영유권 주장은 환초가 처음 발견된 때인 1859년 구아노 제도법을 근거로 하여 이미 한 차례 추진된 바 있었다. | 태평양:                                                                               |
| - 1867년 - 10월 18일 | 러시아 제국으로부터 알래스카를 매입하여 알래스카부가 설치되었다. 알래스카의 국경에 대한 설명이 상세하지 못하였고 토지 조사가 제대로 이루어지지 않았기 때문에 영국과의 동남부 국경은 분쟁 상태에 놓여 있었다. | 북아메리카 서북부:                                                                    |
| - 1868년 - 6월 22일  | 아칸소가 재편입되었다. | Map of the change to the United States in central North America on June 22, 1868      |
| - 1868년 - 6월 25일  | 플로리다가 재편입되었다. | Map of the change to the United States in central North America on June 25, 1868      |
| - 1868년 - 7월 4일   | 노스캐롤라이나가 재편입되었다. | Map of the change to the United States in central North America on July 4, 1868       |
| - 1868년 - 7월 9일   | 루이지애나와 사우스캐롤라이나가 재편입되었다. 영국이 캐롤라인섬의 영유권을 주장하였다. | 태평양:                                                                               |
| - 1868년 - 7월 13일  | 앨라배마가 재편입되었다. | Map of the change to the United States in central North America on July 13, 1868      |
| - 1868년 - 7월 25일  | 조지아가 재편입되었다. 다코타 준주, 아이다호 준주, 유타 준주의 영토에서 와이오밍 준주가 만들어졌다. 와이오밍 준주의 영토는 1869년 5월 19일 준주 정부가 만들어질 때까지 다코타 준주가 관리하였는데, 와이오밍 준주 기본법 자체는 7월 25일에 통과되었으나 1869년 5월 19일 준주 정부가 수립될 때까지의 기간 동안 와이오밍 준주가 이미 만들어진 것으로 볼 수 있는지에 대해서는 논란이 있다. 와이오밍 준주 서부에 다코타 준주의 작은 영토가 오류로 인해 남게 되었다. | Map of the change to the United States in central North America on July 25, 1868      |
| - 1868년 - 8월 12일  | 구아노 제도법을 근거로 한 영유권 주장 중에는 "이름이 붙여지지 않은 카리브해의 섬"에 대해 이 날부터 영유권을 주장하였다고 기술되어 있으나, 이 섬이 어느 섬을 가리키는지는 명확하지 않다. | (지도 상의 변화 없음)                                                                 |
| - 1868년 - 2월 11일  | 구아노 제도법을 근거로 세라나 환초의 영유권을 주장하였다. 세라나 환초의 영유권은 콜롬비아가 지속적으로 주장하였다. | 카리브해:                                                                             |
| - 1869년 - 3월 3일   | 재건 실패를 이유로 조지아가 다시 의회에서 추방되었다. | Map of the change to the United States in central North America on March 3, 1869      |
| - 1869년 - 11월 22일 | 구아노 제도법을 근거로 롱카도르 환초, 바호누에보 환초, 키타 수에뇨 환초, 페드로 환초의 영유권을 주장하였다. 페드로 환초를 제외한 섬의 영유권은 콜롬비아가 지속적으로 주장하였다. | 카리브해:                                                                             |
| - 1870년 - 1월 26일  | 버지니아가 재편입되었다. | Map of the change to the United States in central North America on January 26, 1870   |
| - 1870년 - 2월 23일  | 미시시피가 재편입되었다. | Map of the change to the United States in central North America on February 23, 1870  |
| - 1870년 - 3월 30일  | 텍사스가 재편입되었다. | Map of the change to the United States in central North America on March 30, 1870     |
| - 1870년 - 7월 15일  | 조지아가 재편입되었다. 영국이 북서부 준주를 캐나다에 넘김으로서 알래스카 국경 분쟁의 대상이 영국에서 캐나다가 되었다. | 북아메리카 서북부:                                                                    |
| - 1871년 - 2월 9일   | 미주리강의 급격한 흐름 변화에 맞추어 약간의 영토가 다코타 준주에서 네브래스카로 이양되었다. | Map of the change to the United States in central North America on February 9, 1871   |
| - 1871년 - 7월 20일  | 브리티시컬럼비아가 캐나다에 합류하며 샌환 제도 분쟁과 알래스카 국경 분쟁 일부 지역의 대상이 캐나다가 되었다. | 분쟁: 북아메리카 서북부:                                                              |
| - 1872년 - 10월 21일 | 캐나다와의 샌환 제도 분쟁이 미국의 주장이 받아들여지는 쪽으로 해결되었다. | 분쟁:                                                                                 |
| - 1873년             | 영국이 보스토크섬의 영유권을 주장하였다. | 태평양:                                                                               |
| - 1873년 - 2월 17일  | 와이오밍 준주가 만들어질 때 남겨진 다코타 준주의 약간의 영토가 몬태나 준주로 이양되었다. | Map of the change to the United States in Central North America on February 17, 1873  |
| - 1876년 - 8월 1일   | 콜로라도 준주가 38번째 주인 콜로라도로 편입되었다. | Map of the change to the United States in central North America on August 1, 1876     |
| - 1877년 - 8월 13일  | 영국이 누쿠노누섬과 아타푸섬을 포함하여 영국령 서태평양 지역을 만들었다. | 태평양:                                                                               |
| - 1879년 - 3월 3일   | 체서피크만을 가로지르는 메릴랜드와 버지니아 사이의 경계가 중재를 통해 결정되었다. 실제 영토 교환이 이루어졌는지는 확실하지 않다. | (지도에 표시하기 너무 모호함)                                                         |
| - 1879년 - 9월 8일   | 구아노 제도법을 근거로 멕시코가 영유권을 주장하는 아레나스 암초 및 콜롬비아가 영유권을 주장하는 세라니야 환초의 영유권을 주장하였다. 미국 도서사무처에 따르면 세라니야 환초 영유권 주장은 1880년 9월 13일 한 차례 더 이루어졌다. | 카리브해:                                                                             |
| - 1880년 - 4월 7일   | 폴트니강의 흐름 변화를 반영하기 위해 버몬트 페어헤이븐의 토지 약간이 뉴욕으로 이양되었다. | (지도에 표시하기 너무 작음)                                                           |
| - 1880년 - 9월 13일  | 구아노 제도법을 근거로 멕시코가 영유권을 주장하는 웨스턴트라이앵글섬의 영유권을 주장하였다. 영유권 주장 문서에는 "데아네스"라는 섬에 대한 영유권 주장도 포함되어 있었으며 섬의 좌표 자체는 아베스섬과 일치하였으나, 문서에는 동시에 "아베스섬"에 대한 영유권 주장은 무효하다는 내용이 기재되어 있었다. | 카리브해:                                                                             |
| - 1881년             | 영국이 플린트섬의 영유권을 주장하였다. | 태평양:                                                                               |
| - 1882년 - 5월 23일  | 북위 43°선과 키야파하강 및 나이오브라라강 사이의 지역이 다코타 준주에서 네브래스카로 이양되었다. 법령 자체는 3월 28일에 통과되었으며 5월 23일은 네브래스카 의회가 이 법령을 비준한 날이다. | Map of the change to the United States in central North America on May 23, 1882       |
| - 1882년 - 6월 1일   | 영국이 자메이카에게 모란트 암초와 페드로 환초를 할당하였다. 이 이후에 미국은 두 섬의 영유권을 주장하지 않았다. | 카리브해:                                                                             |
| - 1884년 - 5월 17일  | 알래스카부가 알래스카구가 되었다. | 북아메리카 서북부:                                                                    |
| - 1884년 - 6월 21일  | 구아노 제도법을 근거로 멕시코가 영유권을 주장하는 알라크란스섬의 영유권을 주장하였다. | 카리브해:                                                                             |
| - 1888년 - 3월 15일  | 영국이 패닝섬을 합병하였다. 이 이후에 미국은 패닝섬의 영유권을 주장하지 않았다. | 태평양:                                                                               |
| - 1888년 - 3월 17일  | 영국이 크리스마스섬의 영유권을 주장하였다. | 태평양:                                                                               |
| - 1888년 - 10월 26일 | 쿡 제도가 영국의 보호령이 되며 라카한가섬, 마니히키섬, 펜린 환초, 푸카푸카섬의 영유권 주장을 시작하였다. | 태평양:                                                                               |
| - 1889년 - 5월 29일  | 영국이 워싱턴섬을 합병하였다. 이 이후에 미국은 워싱턴섬의 영유권을 주장하지 않았다. | 태평양:                                                                               |
| - 1889년 - 6월 3일   | 영국이 자르비스섬의 영유권을 주장하였다. | 태평양:                                                                               |
| - 1889년 - 6월 26일  | 영국이 시드니섬의 영유권을 주장하였다. | 태평양:                                                                               |
| - 1889년 - 6월 29일  | 영국이 피닉스섬의 영유권을 주장하였다. | 태평양:                                                                               |
| - 1889년 - 7월 10일  | 영국이 버니섬의 영유권을 주장하였다. | 태평양:                                                                               |
| - 1889년 - 11월 2일  | 다코타 준주가 "표준 위도선에서 북쪽으로 7번째 선"(북위 46°선의 수 마일 남쪽)을 기준으로 남북으로 갈라졌으며, 이 중 북쪽은 39번째 주인 노스다코타, 남쪽은 40번째 주인 사우스다코타로 편입되었다. | Map of the change to the United States in central North America on November 2, 1889   |
| - 1889년 - 11월 8일  | 몬태나 준주가 41번째 주인 몬태나로 편입되었다. | Map of the change to the United States in central North America on November 8, 1889   |
| - 1889년 - 11월 11일 | 워싱턴 준주가 42번째 주인 워싱턴으로 편입되었다. | Map of the change to the United States in central North America on November 11, 1889  |
| - 1890년 - 5월 2일   | 공유지 지대와 인디언 준주 서쪽 절반을 합쳐 오클라호마 준주가 만들어졌다. 오클라호마 준주에 할당된 영토 중 체로키 지대는 제외되었는데, 이후 체로키족에게 할양받았다. | Map of the change to the United States in central North America on May 2, 1890        |
| - 1890년 - 7월 3일   | 아이다호 준주가 43번째 주인 아이다호로 편입되었다. | Map of the change to the United States in central North America on July 3, 1890       |
| - 1890년 - 7월 10일  | 와이오밍 준주가 44번째 주인 와이오밍으로 편입되었다. | Map of the change to the United States in central North America on July 10, 1890      |
| - 1892년 - 3월 8일   | 길버트 제도가 영국의 보호령이 되며 마라케이섬과 부타리타리섬의 영유권을 주장하기 시작하였다. 이 시점 이후 두 섬에 대한 미국의 공식적인 영유권 주장은 없었기 때문에 일반적으로 이 때부터 실질적인 영유권 주장이 정지되었다고 간주한다. | 태평양:                                                                               |
| - 1892년 - 5월 28일  | 영국이 가드너섬의 영유권을 주장하였다. | 태평양:                                                                               |
| - 1893년 - 9월 16일  | 체로키족과의 조약에 따라 연방정부가 인디언 준주 내 체로키 지대를 구매하여, 오클라호마 기본법에 따라 오클라호마 준주로 넘겨 정착민을 수용하였다. | Map of the change to the United States in central North America on September 16, 1893 |
| - 1894년 - 11월 17일 | 구아노 제도법에 근거한 영유권 주장 목록에서 아레나스 암초, 알라크란스섬, 웨스턴트라이앵글섬이 제외되었다. | 카리브해:                                                                             |
| - 1896년 - 1월 4일   | 유타 준주가 45번째 주인 유타로 편입되었다. | Map of the change to the United States in central North America on January 4, 1896    |
| - 1896년 - 3월 16일  | 그리어군에 대한 오클라호마 준주(연방정부가 대변)와 텍사스 사이의 영토 분쟁이 연방정부의 주장이 받아들여지는 방향으로 해결되었다. | Map of the change to the United States in central North America on March 16, 1896     |
| - 1897년 - 7월 24일  | 미주리강의 흐름 변화를 반영하기 위해 네브래스카에 속한 섬 하나가 사우스다코타로 이양되었다. | Map of the change to the United States in central North America on July 24, 1897      |

## 1898~1945 (태평양 및 카리브해 확장)
| 날짜                 | 사건 | 지도                                                                                  |
| -------------------- | --- | ------------------------------------------------------------------------------------- |
| - 1898년 - 8월 12일  | 하와이 공화국이 합병되었다. 8월 12일은 주권 이양식이 열린 날짜로, 신영토 결의안은 같은 해 7월 7일 결의되었다. 1856년 카메하메하 4세가 합병한 존스턴 환초와 시카이아나 환초는 하와이에 포함되지 않았으며, 합병의 근거로 쓰인 하와이 위원회의 도서 목록에는 시카이아나 환초가 누락되어 있다. | 태평양:                                                                               |
| - 1899년 - 1월 17일  | 웨이크섬의 영유권을 주장하였다. | 태평양:                                                                               |
| - 1899년 - 4월 11일  | 스페인이 괌, 포르토리코, (2000만 달러 지불을 조건으로) 필리핀을 미국에 할양하기로 한 파리 조약이 맺어지며 미국-스페인 전쟁이 막을 내렸다. 필리핀 제1공화국은 필리핀 제도의 영유권을 주장하였다. 미국에 할양된 영토 중에는 네덜란드가 통치하던 팔마스섬이 포함되어 있었는데, 영유권이 겹친다는 사실은 1906년 1월 21일이 되어서야 밝혀졌다. 또한 당시 미국은 쿠바를 점령하고 있었으나 할양받거나 영유권을 주장하지는 않았다. | 태평양: 카리브해:                                                                     |
| - 1900년 - 2월 16일  | 미국이 삼국 조약을 근거로 사모아 제도 중 서경 171°선 보다 동쪽에 있는 영토를 점령하였다. | 태평양:                                                                               |
| - 1900년 - 2월 19일  | 삼국 조약을 통해 얻은 사모아 제도 전체가 투투일라 해군기지에 소속되게 되었다. 다만 공식적인 영토 할양은 이후 1900년과 1904년에 이루어졌다. | 태평양:                                                                               |
| - 1900년 - 4월 12일  | 포르토리코가 민간 영토로 법인화되었다. | (지도 상의 변화 없음)                                                                 |
| - 1900년 - 4월 17일  | 투투일라섬이 미국에 공식적으로 할양되어 투투일라 해군기지에 추가되었다. 이 조약을 의회가 비준한 날은 1929년 2월 20일이다. | (지도 상의 변화 없음)                                                                 |
| - 1900년 - 6월 14일  | 과거 하와이 공화국의 영토가 법인화되어 하와이 준주가 되었다. | 태평양:                                                                               |
| - 1901년 - 3월 3일   | 테네시 브리스톨에서 버지니아 브리스톨로 토지 약간을 이양하는 안을 두 주 각각의 승인을 거쳐 의회가 승인하였다 이전까지는 도시 중앙에 있던 주 경계가 도로 가운데이거나 도로 북쪽 인도였으나 테네시가 북쪽 절반을 양도함으로서 이 문제를 해결하였다. | (지도에 표시하기 너무 작음)                                                           |
| - 1901년 - 3월 23일  | 필리핀 제1공화국의 대통령 에밀리오 아기날도가 포로로 잡히며 필리핀 제1공화국이 해체되었다. 스페인으로부터 카가얀 데 술루나 시부투 등 여러 섬을 매입하여 필리핀에 할양하였다. 1898년 파리 조약에서는 이 섬들을 제외하였었는데, 새로 맺은 조약에서는 단순히 "필리핀 제도에 속하는 모든 섬"을 이양하기로 하였다. | 태평양:                                                                               |
| - 1901년 - 7월 4일   | 필리핀 제도 도서 정부가 수립되었다. | 태평양:                                                                               |
| - 1902년 - 7월 1일   | 필리핀 제도 도서 정부가 법인화되었다. | (지도 상의 변화 없음)                                                                 |
| 1903년 10월 20일     | 캐나다와의 알래스카 국경 분쟁이 대체로 미국의 주장을 받아들이는 방향으로 해결되었다. | 북아메리카 서북부:                                                                    |
| - 1903년 - 12월 10일 | 쿠바로부터 관타나모만 남쪽 토지를 해군기지로 사용하기 위해 임차하였다. 조약의 발효일은 1903년 2월 23일이었으며, 12월 10일은 공식 영토 이양식이 이루어진 날이다. | (지도 상의 변화 없음)                                                                 |
| - 1904년 - 5월 4일   | 미국이 파나마 운하 지대의 소유권을 얻었다. 이 시점에서는 운하 지대를 운하 중심 양쪽 5마일까지로 단순히 정의하였으며, 콜론이나 파나마시티는 제외하여 파나마의 월경지가 되었고, 파나마가 소유한 항구의 영해도 제외하였다. 운하 지대를 미국에 넘기는 헤이-뷔노 바리야 조약은 1904년 2월 26일 비준되었으며, 콜론 북쪽에 있는 등대를 운하 지대에 추가하는 내용을 담은 정식 국경 조약은 1904년 6월 15일 비준되었다. | 카리브해:                                                                             |
| - 1904년 - 7월 16일  | 마누아 제도가 미국에게 공식적으로 할양되어 투투일라 해군기지에 추가되었다. 미국은 1900년 2월 19일부터 이미 마누아 제도의 영유권을 주장하고 있었기 때문에 지도에는 차이를 표시하지 않았다. 할양 조약이 의회에서 비준된 날짜는 1929년 2월 20일이다. | (지도 상의 변화 없음)                                                                 |
| - 1904년 - 12월 12일 | 파나마시티 및 파나마 운하 지대 항구에서의 해상 국경을 정하는 내용을 담은 파나마와의 "태프트 협약"이 12월 3일 체결되었다. 12월 12일은 협약이 발효된 날이다. | (지도 상의 변화 없음)                                                                 |
| - 1905년 - 2월 10일  | 포트스미스 인근에서 아칸소와 인디언 준주 간 경계 조정이 이루어지며 포토강 동쪽의 토지 약간이 아칸소로 이양되었다. | Map of the change to the United States in central North America on February 10, 1905  |
| - 1907년 - 2월 26일  | 뉴질랜드가 영국으로부터 대부분 독립하였으며, 라카한가섬, 마니히키섬, 펜린 환초, 푸카푸카섬의 영유권 주장을 승계하였다. | 태평양:                                                                               |
| - 1907년 - 11월 16일 | 오클라호마 준주와 인디언 준주가 합쳐서 46번째 주인 오클라호마로 편입되었다. | Map of the change to the United States in central North America on November 16, 1907  |
| - 1908년 - 4월 11일  | 캐나다(영국이 대변)와 미국 간의 국경 조약을 통해 미국-캐나다 간 해상 국경이 정의되었다. 대표적인 변경점으로는 이리호에 있는 호슈 환초 등대 주변의 영해를 미국 측 국경과 이어지도록 함으로서 월경지가 아니게끔 조정하였다는 것이 있다. | (지도 상의 변화 없음)                                                                 |
| - 1909년 - 1월 1일   | 새로 만들어진 미시간주 헌법에서 규정한 미시간의 영역에 위스콘신의 영토가 일부 포함되었다. | Map of the change to the United States in central North America on January 1, 1909    |
| - 1910년 - 8월 20일  | 캐나다(영국이 대변)와 미국 간 새로 국경 조약을 맺음으로서 파사마쿼디만에 있는 캐나다-메인 간 해상 국경의 모호한 점을 다루었다. 기존 국경은 포프스폴리섬을 관통하였기 때문에 이 점이 몇 년에 걸쳐 논란이 되었는데, 새 국경을 포프스폴리섬 동쪽을 지나게 조정함으로서 이 문제를 해결하였다. | Map of the change to the United States in central North America on August 20, 1910    |
| - 1911년 - 7월 17일  | 투투일라 해군기지의 이름이 아메리칸사모아로 바뀌었다. 해군기지 자체는 땅의 이름과는 관계 없이 1951년까지 운영되었다. | 태평양:                                                                               |
| - 1912년 - 1월 6일   | 뉴멕시코 준주가 47번째 주인 뉴멕시코로 편입되었다. | Map of the change to the United States in central North America on January 6, 1912    |
| - 1912년 - 2월 14일  | 애리조나 준주가 48번째 주인 애리조나로 편입되었다. | Map of the change to the United States in central North America on February 14, 1912  |
| - 1912년 - 8월 24일  | 알래스카구가 알래스카 준주가 되었다. | 북아메리카 서북부:                                                                    |
| - 1913년 - 1월 31일  | 뉴멕시코가 텍사스와의 경계를 1850년의 리오그란데강을 기준으로 해야 하는지, 아니면 현재를 기준으로 해야 하는지에 대한 문제인 컨트리 클럽 분쟁을 이유로 텍사스를 연방 대법원에 제소하였다. | Map of the change to the United States in central North America on January 31, 1913   |
| - 1914년 - 8월 5일   | 니카라과로부터 콘 제도를 99년 간 임차하였다. 다만 이는 주권의 양도는 아니었으며, 미국 또한 콘 제도를 도서 지역으로 관리하지 않았다. | (지도 상의 변화 없음)                                                                 |
| - 1915년 - 5월 1일   | 기존에 파나마 운하 지대를 단순히 운하를 둘러싸는 영역으로 정의한 것과 달리, 이 때 맺어진 조약에서는 운하 지대의 국경을 상세하게 정의하였다. 주요 변경점으로는, 파나마시티를 파나마 본토와 잇기 위해 운하 지대의 일부를 파나마에 할양한 것, 기존에 파나마시티 항구의 경계를 표시하는 기준이 되었던 라스트레스에르마나스제도의 중앙 섬이 운하 지대로 완전히 할양된 점, 가툰호와 주변 영해가 운하 지대에 정식으로 합병된 점, 콜론 서북부의 영토가 운하 지대에 할양된 점이 있었다. | 카리브해:                                                                             |
| - 1915년 - 5월 27일  | 미국이 헤이-뷔노 바리야 조약의 제2조에 근거하여 파나마로부터 차그레스강 하구 지역을 몰수하여 파나마 운하 지대에 합병하였다. | (지도에 표시하기 너무 작음)                                                           |
| - 1915년 - 12월 8일  | 미국이 파나라로부터 차그레스강, 카리브해, 파나마 운하 지대 사이의 삼각형 모양 지역을 몰수하여 파나마 운하 지대에 합병하였다. 합병된 영토 중에는 역사적 가치가 큰 산로렌소 요새가 포함되어 있었다. | (지도에 표시하기 너무 작음)                                                           |
| - 1916년 - 1월 17일  | 등대를 짓기 위해 나배사섬의 영유권을 공식적으로 주장하였다. | (지도 상의 변화 없음)                                                                 |
| - 1916년 - 8월 29일  | 필리핀 제도 도서 정부에서 자치권을 높이기 위한 존스 법이 통과되었다. | (지도 상의 변화 없음)                                                                 |
| - 1917년 - 3월 31일  | 미국이 덴마크로부터 덴마크령 서인도 제도를 매입하여 미국령 버진아일랜드로 이름을 바꾸었다. | 카리브해:                                                                             |
| - 1918년 - 7월 12일  | 미국이 파나마로부터 파나마시티 내 푼타 파이티야에 속한 땅 2.6헥타르를 몰수하여 파나마 운하 지대에 합병하였다. 몇 달 후 합병한 영토의 크기는 50헥타르까지 증가하였다. | (지도에 표시하기 너무 작음)                                                           |
| - 1918년 - 8월 21일  | 미국이 파나마로부터 차그레스강과 케브라다 마하괄 사이의 영토를 몰수하여 파나마 운하 지대에 합병하였다. | 카리브해:                                                                             |
| - 1918년 - 9월 13일  | 미네소타와 위스콘신이 미시시피강에 있는 섬을 교환하였다. 배런스섬이 라크로스에게, 72번 섬이 위노나 (미시시피주)에게 이양되었다. | Map of the change to the United States in central North America on September 13, 1918 |
| - 1919년 - 9월 18일  | 미국이 파나마로부터 라르고레모섬을 몰수하여 파나마 운하 지대에 합병하였다. | 카리브해:                                                                             |
| - 1920년 - 6월 16일  | 미국이 파나마로부터 타보가섬의 토지 15헥타르를 몰수하여 파나마 운하 지대에 합병하었다. | (지도에 표시하기 너무 작음)                                                           |
| - 1921년 - 6월 30일  | 델라웨어와 펜실베이니아 간의 웨지 분쟁에서 델라웨어의 주장이 받아들여졌다. 분쟁 영토는 지속적으로 델라웨어의 행정 하에 있었으며 19세기 중반에는 델라웨어 의회 의원을 선출하기도 하였으나, 1900년 경 연방정부가 발행한 지도에서 이 지역을 펜실베이니아의 일부로 표기하였다. 두 주는 중재안에 합의하였으며, 6월 30일은 의회에서 중재안이 비준된 날이다. 일부 자료에서는 1892년 경계 재조사 과정에서 뿔 모양의 얇은 영토가 델라웨어에서 펜실베이니아로 이양되었다고 적혀 있으나, 연방정부가 발행한 지도 중 이를 반영한 지도는 없으며 실제로 영토 이양이 진행되었는지도 불분명하다. | Map of the change to the United States in central North America on June 30, 1921      |
| - 1922년 - 5월 10일  | 킹먼 환초가 공식적으로 합병되었다. | (지도 상의 변화 없음)                                                                 |
| - 1923년 - 10월 8일  | 미시간이 위스콘신 영토까지 영유권 주장을 확대하였다. 하지만 이 지역에서 위스콘신이 실효 지배력을 잃은 적은 없었다. | Map of the change to the United States in central North America on October 8, 1923    |
| - 1923년 - 11월 15일 | 온두라스가 스완 제도의 영유권을 주장하였다. | 카리브해:                                                                             |
| - 1924년 - 2월 1일   | 미국이 매든호를 만들 자리를 확보하기 위한 영토를 파나마로부터 몰수하여 파나마 운하 지대에 합병하였다. | 카리브해:                                                                             |
| - 1925년 - 3월 4일   | 아메리칸사모아에 스웨인스섬이 편입되었다. | 태평양:                                                                               |
| - 1925년 - 7월 17일  | 캐나다와의 국경이 다수 조정되었다. 육상 국경의 변화는 우즈호와 로키산맥 사이의 국경을 어떻게 정할지에 관한 것 뿐이었다. 기존 국경은 국경 표지석 사이를 위도선을 따라가는 곡선으로 보았으나, 이를 표지석 간을 직선으로 잇는 선으로 바꾸자는 것이었고, 이를 통해 미국은 약 30~35에이커 가량을 얻었다. 변화한 영토의 크기가 매우 작고 실질적인 영향이 없다시피한 데 더해, 정확히 어느 지점이 어떻게 변화하였는지에 관한 설명이 부족한 점으로 인해 오른쪽 지도에는 표시하지 않았다. 우즈호 내의 국경에서는 기존 측량의 문제로 인해 국경선이 스스로와 만나 캐나다 영해에 둘러싸인 미국 월경지가 다수 존재했는데, 새 조약에서는 우즈호의 최서북단 지점을 최남단의 국경 교차 지점으로 간주하기로 합의하였다. 마지막으로 펀디만의 해상 국경이 조정되며 캐나다가 영해 9에이커 가량을 얻었다. | (지도에 표시하기 너무 작음)                                                           |
| - 1926년 - 3월 1일   | 미국 연방 대법원이 미시간과 위스콘신 사이의 분쟁에 관하여 위스콘신의 주장을 받아들이는 방향으로 판결하였다. | Map of the change to the United States in central North America on March 1, 1926      |
| - 1926년 - 7월 29일  | 존스턴 환초가 연방 조류 보호지로 지정되어 미국 농무부의 관할 하에 놓이게 되었다. 존스턴 환초의 영유권은 1858년 이래로 미국과 하와이 모두 지속적으로 주장하였으나, 구아노 채굴 이외에는 경제 활동이 거의 이루어지지 않았고 섬 자체가 수십 년 간 버려진 채로 있었다. | (지도 상의 변화 없음)                                                                 |
| - 1926년 - 11월 22일 | 미국 연방 대법원이 미시간과 위스콘신 사이의 경계를 정의하였다. 메노미니강의 퀸세크폭포를 기준으로 폭포 남쪽의 모든 섬은 위스콘신에게, 폭포 북쪽의 모든 섬은 미시간에게 할당하였으며, 구체적으로 어떤 섬들이 교환되었는지는 알려져 있지 않다. 또한 경계를 정의할 때의 실수로 인해 미시간호 도어반도 북쪽에 있는 일부 섬에서 영유권 주장이 겹치는 문제가 생겨났다. | Map of the change to the United States in central North America on November 22, 1926  |
| - 1927년 - 7월 18일  | 미국이 파나마로부터 타보가섬 및 타보기야섬의 토지 33헥타르를 몰수하여 파나마 운하 지대에 합병하였다. | (지도에 표시하기 너무 작음)                                                           |
| - 1927년 - 10월 26일 | 1905년 방코 협약에 따라 멕시코가 콜로라도강에 있는 방코를 애리조나에 할양하였다. | (지도에 표시하기 너무 작음)                                                           |
| - 1927년 - 12월 5일  | 뉴멕시코와 텍사스 사이의 컨트리 클럽 분쟁이 텍사스의 주장이 받아들여지는 방향으로 종결되었다. | Map of the change to the United States in Central North America on December 5, 1927   |
| - 1928년 - 4월 4일   | 팔마스섬 재판이 네덜란드의 승소로 판결됨으로서 팔마스섬이 네덜란드령 동인도에 할양되었다. | 태평양:                                                                               |
| - 1928년 - 9월 24일  | 미국이 파나마로부터 라스미나스만 주변 엘세로데도시엔토스피에스→200풋 언덕의 땅 3헥타르를 몰수하여 파나마 운하 지대로 합병하였다. | (지도에 표시하기 너무 작음)                                                           |
| - 1930년 - 7월 22일  | 미국이 파나마로부터 히카리타섬의 땅 25헥타르와 푼타모로데푸에르코스의 땅 60헥타르를 몰수하여 파나마 운하 지대로 합병하였다. | (지도에 표시하기 너무 작음)                                                           |
| - 1931년 - 4월 15일  | 미국이 파나마로부터 매든댐 건설 예정지 주변의 영토를 몰수하여 파나마 운하 지대로 합병하였다. | 카리브해:                                                                             |
| - 1932년 - 5월 3일   | 미국이 푼타 파이티야 주변에서의 국경을 조정하여 영토 일부가 파나마로 반환되었다. 이 땅은 미국 대사관 건설 예정지로, 대사관의 특성 상 외국에 지어져야 하기 때문이었다. | (지도에 표시하기 너무 작음)                                                           |
| - 1932년 - 5월 17일  | 포르토리코의 이름이 푸에르토리코로 바뀌었다. | 카리브해:                                                                             |
| - 1932년 - 12월 13일 | 영국이 북보르네오에 속하던 망시 제도 전체와 터틀 제도의 섬 7개를 필리핀 제도 도서 정부에 할양하였다. 당초 이 섬들은 1900년 미국이 스페인으로부터 할양받을 예정이었다. 조약에는 반환 요청이 있을 때까지 해당 섬을 영국이 계속 관리한다는 조항이 담겼으며, 필리핀 독립 이후 필리핀 정부가 반환 요청을 함으로서 섬을 돌려받게 된다. | 태평양:                                                                               |
| - 1933년 - 5월 29일  | 미국 연방 대법원이 뉴햄프셔와 버몬트 사이의 경계는 코네티컷강 서안의 저수위표로 한다고 판결하였다. 버몬트는 경계를 강 가운데로 옮기고자 하였었다. | (지도 상의 변화 없음)                                                                 |
| - 1933년 - 11월 13일 | 리오그란데강 조정 프로젝트에 관한 조약이 체결되었다. 이 프로젝트는 리오그란데강의 흐름을 엘패소-시우다드후아레스 계곡을 따라 직선화하는 프로젝트로, 1935년부터 1938년까지 진행되었다. 프로젝트 완료까지 멕시코와 텍사스 사이 토지 174구획이 교환되었으며, 양 쪽이 주고 받은 면적은 동일하였다. | (지도에 표시하기 너무 작음)                                                           |
| - 1934년 - 12월 29일 | 킹먼 암초가 미국 해군부의 관할 하에 놓이게 되었다. | (지도 상의 변화 없음)                                                                 |
| - 1935년 - 11월 15일 | 필리핀 제도 도서 정부가 해체되어 필리핀 자치령으로 대체되었다. | 태평양:                                                                               |
| 1936년 3월 16일      | 미국 연방 대법원이 미시간과 위스콘신 사이의 영토 중복 문제에 대한 판결을 내렸다. | Map of the change to the United States in central North America on March 16, 1936     |
| - 1936년 - 5월 13일  | 베이커섬, 자르비스섬, 하울랜드섬이 정식으로 합병되어 미국 내무부의 관할 하에 놓였다. 이를 통해 영국의 자르비스섬 영유권 주장이 종료되었다. | 태평양:                                                                               |
| - 1936년 - 6월 22일  | 미국령 버진아일랜드가 민간 영토로 법인화되었다. | (지도 상의 변화 없음)                                                                 |
| - 1936년 - 8월 6일   | 영국이 매킨섬, 엔더버리섬, 캔턴섬의 영유권을 주장하였다. | 태평양:                                                                               |
| - 1939년 - 4월 6일   | 영국과의 캔턴 및 엔더버리섬 공동 통치가 수립되었다. | 태평양:                                                                               |
| - 1939년 - 7월 27일  | 파나마가 파나마 운하 지대에서 파나마 본토와 콜론을 잇는 통로를 반환받았다. 이와 동시에 운하 지대 내에 3차원 "통로"를 만들어 미래의 고속도로 건설 계획에 대비하였다. 운하 지대 경계에서 매든댐까지 이어지는 도로가 운하 지대에 정식으로 합병되었다. | 카리브해:                                                                             |
| - 1939년 - 8월 16일  | 이 날짜는 미국이 누쿠페타우 환초, 누쿨라엘라에 환초, 니올라키타섬, 오로나섬, 파카오푸섬, 푸나푸티섬의 영유권을 주장한 기록 중 가장 앞선 날짜이다. | 태평양:                                                                               |
| - 1941년 - 12월 10일 | 괌 지사 조지 맥밀린이 일본에 항복하였다. | 태평양:                                                                               |
| 1941년 12월 23일     | 웨이크섬 수비대가 일본에 항복하였다. | 태평양:                                                                               |
| - 1942년 - 3월 26일  | 필리핀 자치령 정부가 일본의 진격을 피해 필리핀을 탈출하였다. 같은 해 5월 17일에는 워싱턴 D.C.에 망명정부가 수립되었다. 미국 극동 육군은 바탄 전투 이후 4월 9일 항복하였으며, 5월 6일 코레히도르 전투 이후 마지막 방어 진지가 항복하였다. | 태평양:                                                                               |
| - 1943년 - 10월 14일 | 일본의 괴뢰정권인 필리핀 제2공화국이 수립되었다. | 태평양:                                                                               |
| - 1944년 - 8월 10일  | 일본으로부터 괌을 점령하였다. | 태평양:                                                                               |
| - 1945년 - 8월 17일  | 4월 3일부터 도쿄에 망명하고 있던 필리핀 제2공화국이 해체되었다. 필리핀에 코먼웰스 정부를 다시 수립하는 과정 자체는 1944년 10월 23일부터 이미 진행 중이었다. | 태평양:                                                                               |
| - 1945년 - 9월 4일   | 웨이크섬의 일본 수비대가 항복하였다. | 태평양:                                                                               |

## 1946~현재 (탈식민지화)
| 날짜                 | 사건 | 지도                                                                                 |
| -------------------- | --- | ------------------------------------------------------------------------------------ |
| - 1946년 - 7월 4일   | 필리핀 자치령이 마닐라 조약을 통해 필리핀 공화국으로서 독립하였다. | 태평양:                                                                              |
| - 1947년 - 7월 18일  | 유엔이 미국에 태평양 제도 신탁통치령을 할양하였다. | 태평양:                                                                              |
| - 1949년 - 1월 1일   | 토켈라우 제도가 뉴질랜드로 합병되며 아타푸, 파카오푸, 누쿠노누의 영유권 주장을 계승하였다. | 태평양:                                                                              |
| - 1950년 - 8월 1일   | 괌이 민간 영토로 법인화되었다. | (지도 상의 변화 없음)                                                                |
| - 1950년 - 8월 3일   | 1944년 미주리강 홍수로 인한 강의 이동에 맞추어 캔자스와 미주리 사이 토지 교환이 이루어졌다. | Map of the change to the United States in central North America on August 3, 1950    |
| - 1955년 - 4월 11일  | 파나마 운하 지대 내에서 파나마와 콜론을 잇는 통로를 조정하었다. 이와 동시에 운하 지대 내에 3차원 "통로"를 몇 개 만들어 운하 지대 내에서 파나마의 다리나 고속도로가 통과할 수 있게끔 하였다. | (지도에 표시하기 너무 작음)                                                          |
| - 1955년 - 8월 23일  | 파나마 운하 지대의 국경 지역 여러 곳에서 영토 조정이 이루어졌으며, 푼타 파이티야 및 타보가섬과 더불어 콜론 및 파나마시티에 남아 있던 미국 영토가 파나마로 반환되었다. | 카리브해:                                                                            |
| - 1959년 - 1월 3일   | 알래스카 준주가 49번째 주인 알래스카로 편입되었다. | 북아메리카 서북부:                                                                   |
| - 1959년 - 8월 21일  | 하와이 준주의 대부분이 50번째 주인 하와이로 편입되었다. 팔미라 환초는 하와이에서 제외되어 영토로 남았다. | 태평양:                                                                              |
| - 1961년 - 8월 25일  | 파고 근방에서 토지 20에이커 가량이 미네소타에서 노스다코타에게 이양되었다. | (지도에 표시하기 너무 작음)                                                          |
| - 1964년 - 1월 14일  | 엘패소와 시우다드후아레스 사이의 토지인 차미살을 미국과 멕시코가 분할하였다. | Map of the change to the United States in central North America on January 14, 1964  |
| - 1965년 - 8월 4일   | 쿡 제도가 뉴질랜드로부터 자치권을 얻었다. 쿡 제도는 마니히키섬, 라카한가섬, 펜린 환초, 푸카푸카섬의 영유권을 주장하였다. | 태평양:                                                                              |
| 1966년 12월 30일     | 군사 기지로 사용하기 위해 영국으로부터 인도양의 디에고가르시아섬을 임차하였다. | (지도 상의 변화 없음)                                                                |
| - 1971년 - 4월 25일  | 니카라과로부터의 콘 제도 임차가 종료되었다. | (지도 상의 변화 없음)                                                                |
| - 1972년 - 9월 1일   | 미국이 온두라스의 스완 제도 영유권을 인정하였다. | 카리브해:                                                                            |
| - 1977년 - 3월 1일   | 미국이 후안 데 푸카 해협 서부의 딕슨 입구 안쪽 및 보퍼트해에서 해상 국경을 정의하였으며, 이는 캐나다의 국경 주장과 충돌하였다. | (지도 상의 변화 없음)                                                                |
| - 1977년 - 5월 26일  | 프레시디오 및 히달고 근처에서 리오그란데강을 따라 멕시코와 텍사스 간의 영토 교환이 이루어졌으며, 이 중에는 리오 리코가 있는 오르콘 트락트와 로마 근처의 비버섬이 포함되어 있었다. 영토 교환은 주로 리오그란데강의 범람에 맞추어 일부 구역을 직선화하기 위한 목적이었으며, 멕시코가 양도한 영토의 면적은 823 에이커 (3.33 km2), 미국이 양도한 영토의 면적은 2,177 에이커 (8.81 km2)였다. | Map of the change to the United States in central North America on May 26, 1977      |
| - 1977년 - 12월 16일 | 미국과 쿠바 사이의 해상 국경에 대한 조약이 체결되었다. 미국 상원은 이 조약을 비준하지 않았으나, 2년마다 합의를 갱신하는 방식으로 잠정적으로 적용되고 있다. | (지도 상의 변화 없음)                                                                |
| - 1978년 - 10월 1일  | 영국으로부터 투발루가 독립하였다. 투발루는 누쿠페타우 환초, 누쿨라엘라에 환초, 니울라키타섬, 푸나푸티섬의 영유권을 주장하였다. | 태평양:                                                                              |
| - 1979년 - 7월 12일  | 영국으로부터 키리바시 공화국이 독립하였다. 키리바시는 가드너섬, 매킨섬, 몰덴섬, 버니섬, 보스토크섬, 스타벅섬, 시드니섬, 엔더버리섬, 헐섬, 캐롤라인섬, 캔턴섬, 크리스마스섬, 플린트섬, 피닉스섬의 영유권을 주장하였다. 이로 인해 캔턴 및 엔더버리섬 공동 통치가 종료되었다. | 태평양:                                                                              |
| - 1979년 - 10월 1일  | 파나마 운하 지대가 파나마에게 반환되었다. 미국과 1999년 12월 31일까지 운하를 파나마와 공동 관리한 후 파나마에게 운하를 완전히 반환하기로 하였다. 미국은 조약의 점진적인 적용을 위해 파나마 운하 지대 내의 지점 수백여 곳을 계속 점유하였다. | 카리브해:                                                                            |
| - 1980년 - 11월 24일 | 미국과 베네수엘라 사이의 해상 국경이 정의되었다. | (지도 상의 변화 없음)                                                                |
| - 1981년 - 9월 17일  | 미국이 콜롬비아의 롱카도르 환초와 세라나 환초의 영유권을 인정하였으며, 키타 수에뇨 환초에 대한 영유권 주장은 포기하였는데 이는 밀물을 기준으로 땅이 해수면보다 아래에 있게 되었기 때문에 미국 정부가 영유권 주장이 불가능해졌다고 판단하였기 때문이다. | 카리브해:                                                                            |
| - 1983년 - 9월 3일   | 미국이 뉴질랜드의 아타푸, 파카오푸, 누쿠노누의 영유권을 인정하며 토켈라우와의 해상 국경을 정의하였다. | 태평양:                                                                              |
| - 1983년 - 9월 8일   | 미국이 쿡 제도의 푸카푸카섬, 마니히키섬, 펜린 환초, 라카한가섬의 영유권을 인정하며 쿡 제도와의 해상 국경을 정의하였다. | 태평양:                                                                              |
| - 1983년 - 9월 23일  | 미국이 키리바시의 가드너섬, 매킨섬, 몰덴섬, 버니섬, 보스토크섬, 스타벅섬, 시드니섬, 엔더버리섬, 헐섬, 캐롤라인섬, 캔턴섬, 크리스마스섬, 플린트섬, 피닉스섬의 영유권을 인정하였다. 미국이 투발루의 누쿠페타우 환초, 누쿨라엘라에 환초, 니울라키타섬, 푸나푸티섬의 영유권을 인정하였다.                                                                                                   | 태평양:                                                                              |
| - 1984년 - 10월 12일 | 국제사법재판소가 메인만에서의 미국-캐나다 간 해상 국경을 어디로 정해야 하는지에 대해 판결하였다. 판결로 인해 교환한 영토는 없으며, 판결에는 마키아스실섬의 영유권 자체에 대한 내용은 담기지 않았으나, 섬 주변의 영해에 대한 정의는 담겼다(면적 210 제곱해리의 영역). | (지도 상의 변화 없음)                                                                |
| - 1986년 - 10월 21일 | 태평양 제도 신탁통치령의 마셜 제도구가 마셜 제도 공화국으로 독립하였다. 마셜 제도는 1973년 이래로 계속 웨이크섬의 영유권을 주장하였으며, 독립 후에도 영유권 주장은 바뀌지 않았다. | 태평양:                                                                              |
| - 1986년 - 11월 3일  | 유엔이 태평양 제도 신탁통치령 대부분을 해체하였다. 야프구, 추크구, 폰페이구는 미크로네시아 연방으로 독립하였으며, 이미 미국과의 통합을 추진 중이었던 마리아나 제도구는 미국의 영토인 북마리아나 제도 코먼웰스가 되었다. | 태평양:                                                                              |
| - 1990년 - 6월 1일   | 미국과 소련 간의 해상 국경이 잠정적으로 정의되었다. 이 날은 두 국가가 조약을 비준할 때까지 내용을 준수하기로 합의한 날로, 미국 의회는 1991년 9월 16일 조약을 비준하였으나 소련이나 계승국 러시아는 이 조약을 비준하지 않았다. | (지도 상의 변화 없음)                                                                |
| - 1994년 - 10월 1일  | 태평양 제도 신탁통치령의 마지막 지역인 팔라우구가 팔라우 공화국으로 독립하며 신탁통치령이 해체되었다. | 태평양:                                                                              |
| - 1995년 - 6월 1일   | 카리브해에서의 미국과 영국 사이의 해상 국경이 정의되었다. | (지도 상의 변화 없음)                                                                |
| - 1997년 - 1월 16일  | 나배사섬이 미국 도서사무처에 할양되었다. | (지도 상의 변화 없음)                                                                |
| - 1997년 - 11월 13일 | 미국과 멕시코 사이의 해상 국경이 정의되었다. | (지도 상의 변화 없음)                                                                |
| - 1998년 - 5월 26일  | 연방 대법원이 1834년 뉴저지가 엘리스섬을 뉴욕에 할양한 이후 섬의 불어난 면적은 섬 자체가 뉴저지주의 영해 안에 있기 때문에 뉴저지에 속한 영토라고 판결하였다. 양도 당시의 엘리스섬에 해당하는 영역은 뉴욕의 월경지로 남았다. | Map of the change to the United States in central North America on May 26, 1998      |
| - 1999년 - 12월 31일 | 1979년 이후에도 반환하지 않았던 파나마 운하 지대와 운하 공동 관리 지역이 전부 파나마로 반환되었다. | (지도에 표시하기 너무 작음)                                                          |
| - 2001년 - 1월 17일  | 멕시코만 서부 200해리 이상 떨어진 대륙붕 지역에서의 미국-멕시코 간 해상 국경이 정의되었다. | (지도 상의 변화 없음)                                                                |
| - 2009년 - 11월 24일 | 리오그란데강을 기준으로 텍사스가 멕시코에게 섬 6개를, 멕시코가 텍사스에게 섬 3개와 강둑 2개를 이양하였다. 이 영토 교환은 20년 간 보류 상태로 있었으며, 1970년 국경 조약의 제3항이 처음으로 적용된 사건이었다. | (지도에 표시하기 너무 작음)                                                          |
| - 2014년 - 9월 23일  | 미국과 니우에 사이의 해상 국경이 정의되었다. 조약 자체는 1997년 5월 13일에 체결되었으나 미국 의회는 2002년까지 이를 비준하지 않았으며, 유엔은 이 날에 조약이 발효된 것으로 보고 있다. | (지도 상의 변화 없음)                                                                |
| - 2017년 - 1월 1일   | 노스캐롤라이나와 사우스캐롤라이나 사이의 경계가 수 년 간에 걸친 토지 조사와 협상 끝에 확정되었으며, 주택 19채의 주소지가 변경되었다. | (지도에 표시하기 너무 작음)                                                          |
| - 2020년 - 11월 30일 | 로드아일랜드 프로비던스 플랜테이션주가 수정 헌법을 승인하여 로드아일랜드주로 이름을 바꾸었다. | Map of the change to the United States in central North America on November 30, 2020 |

## 리오그란데강의 방코

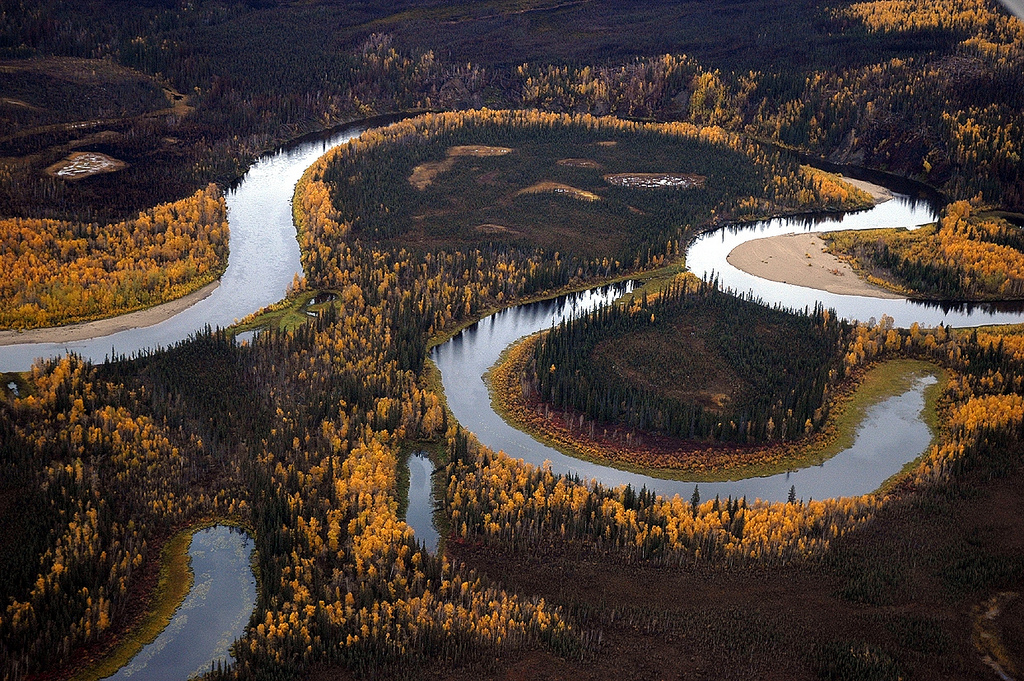
방코의 예시. 구불구불한 강이 더 짧은 새 물길에 의해 끊기면서 우각호에 의해 둘러싸인 땅이 만들어진다.

미국과 멕시코가 맺은 1905년 방코 협약에서는 만약 홍수 등으로 인해 리오그란데강의 흐름이 급격하게 바뀔 경우 국경을 강의 흐름에 맞추어 조정한다는 내용이 담겨 있다. 특히 리오그란데강 하구를 중심으로 강의 흐름이 급격히 바뀌면 종종 휘어진 강에 둘러싸인 땅인 방코(스페인어: Banco→강둑)이 생겨나기도 하는데, 이 경우 국제경계수역위원회가 국경을 옮긴 것으로 보아야 하는지를 조사한다. 1905년 협약에 따라 1910년부터 1976년까지 총 37차례에 걸쳐 영토 교환이 진행되었는데, 교환된 땅의 크기는 작았고 (1~646 에이커) 사람이 살지 않는 땅이었다.

## 같이 보기
- 미국의 지리
- 미국의 해외 영토
- 미국의 도서 지역
- 프런티어
- 연방편입일
- 오스텐드 성명 (쿠바 합병)

## 참고 문헌
- Rohrbough, M. J. (1978). 《The Trans-Appalachian Frontier: People, Societies, and Institutions, 1775-1850》. Oxford University Press. ISBN 978-0-19-502209-4.
- Stein, Mark (2008). 《How the States Got Their Shapes》. New York: Smithsonian Books/Collins. ISBN 978-0-06-143138-8. OCLC 137324984.
- Van Zandt, Franklin K. (1976). 《Boundaries of the United States and the Several States: With Miscellaneous Geographic Information Concerning Areas, Altitudes, and Geographic Centers》. Washington, D.C.: U.S. Government Printing Office. OCLC 69426475.
- Walker, Francis A. (1874). 《Statistical Atlas of the United States》. [New York] J. Bien, lith. 65–79쪽. 2019년 4월 3일에 확인함.